# Biserica unitariană din Inlăceni
Biserica unitariană din Inlăceni este cel mai vechi monument istoric și de arhitectură din Inlăceni, Harghita. Lăcașul, inițial romano-catolic, este folosit ca biserică unitariană.
Edificiul și zidul înconjurător au fost clasificate separat pe lista monumentelor istorice din județul Harghita:
- Biserica unitariană (cod LMI HR-II-m-A-12848.01)
- Zid de incintă (cod LMI HR-II-m-A-12848.02).[1]

## Localitatea
Inlăceni (în maghiară Énlaka) este un sat în comuna Atid din județul Harghita, Transilvania, România.  A fost menționat pentru prima dată în 1333, în registrul dijmelor papale, cu denumirea Jandalaka. Este menționat în izvoarele istorice și în 1567 ca Janlaka.

## Descrierea bisericii

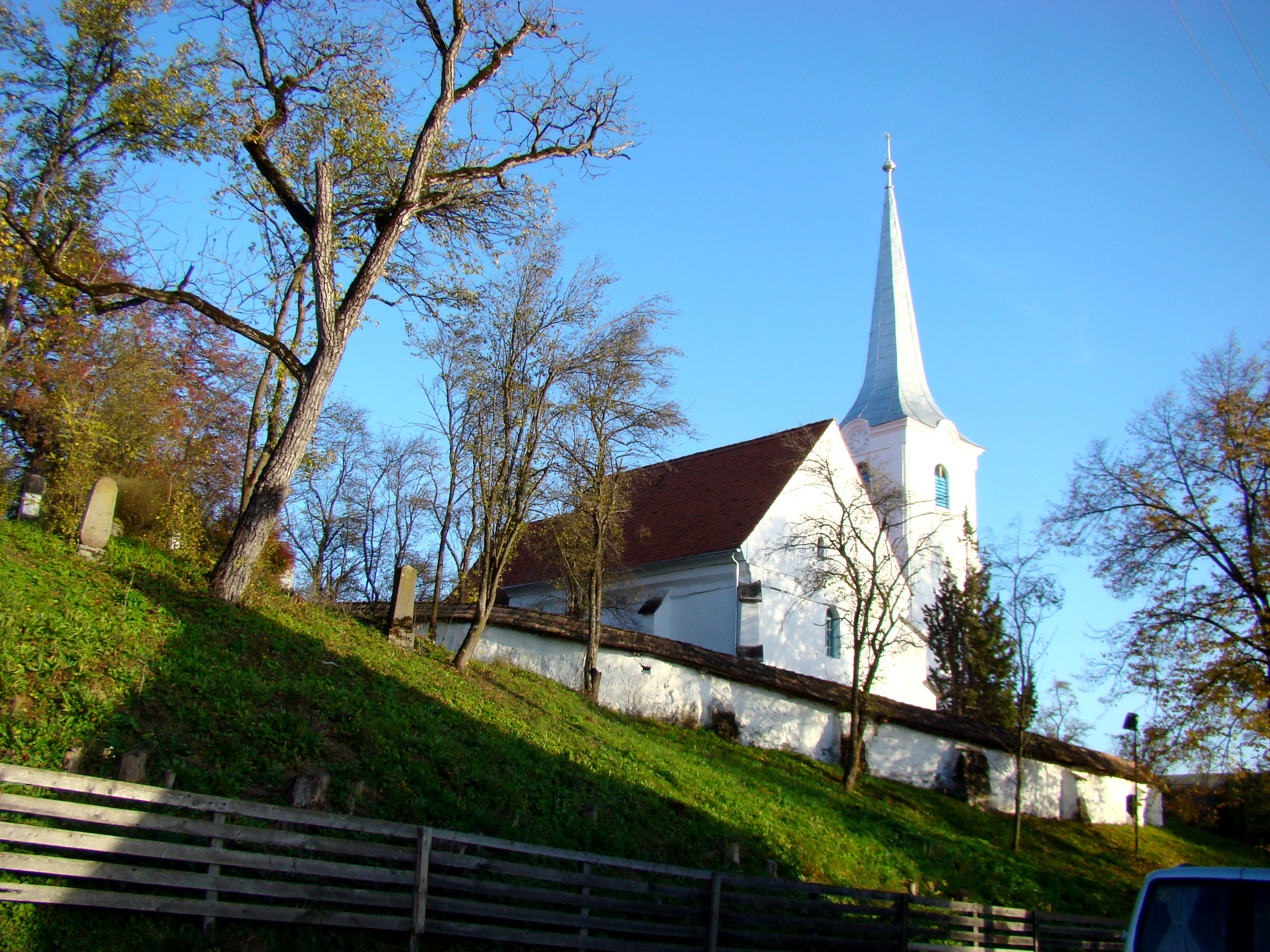
Biserica unitariană din Inlăceni (octombrie 2022)

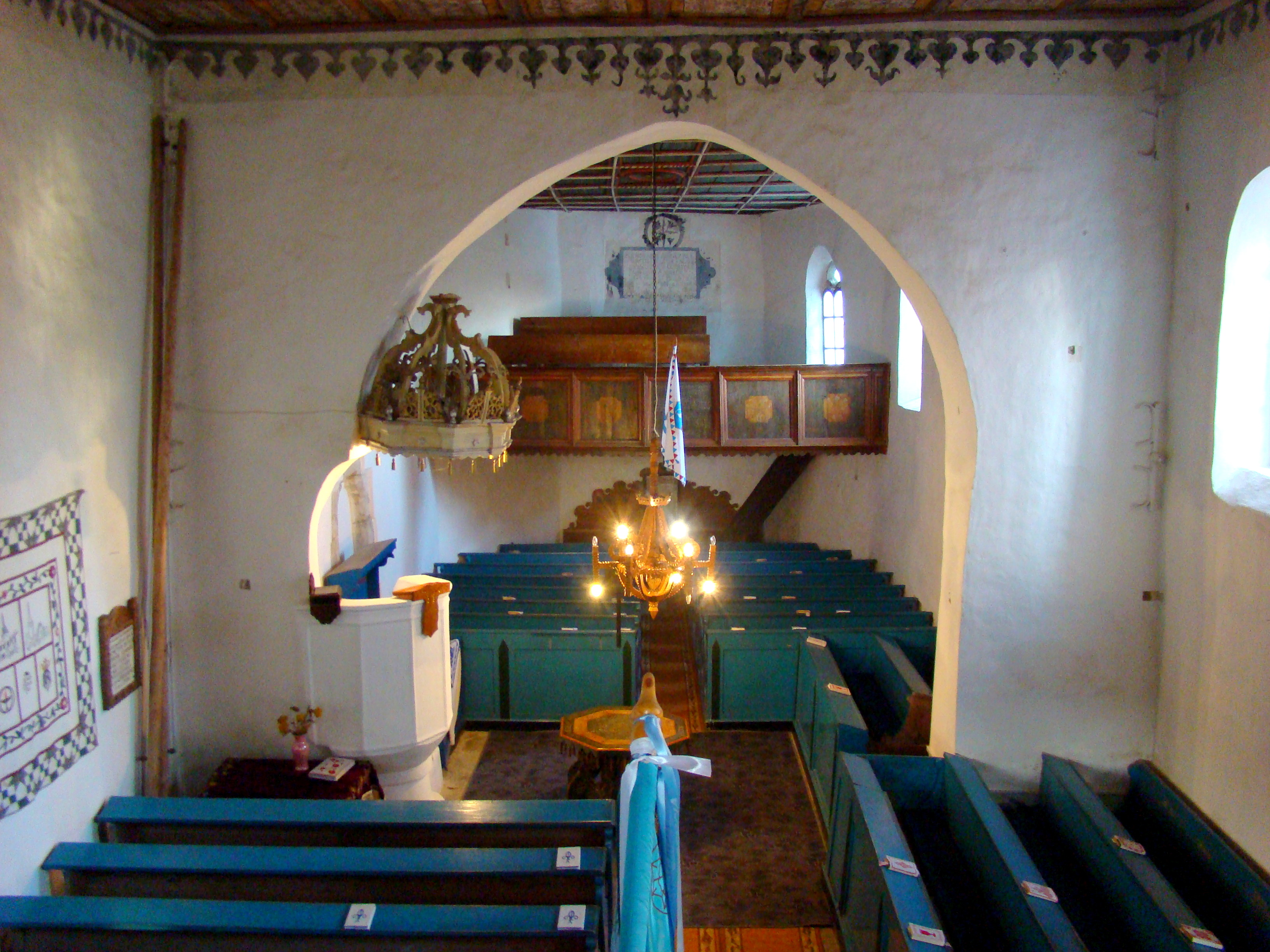
Interiorul navei, cu arcul de triumf ogival

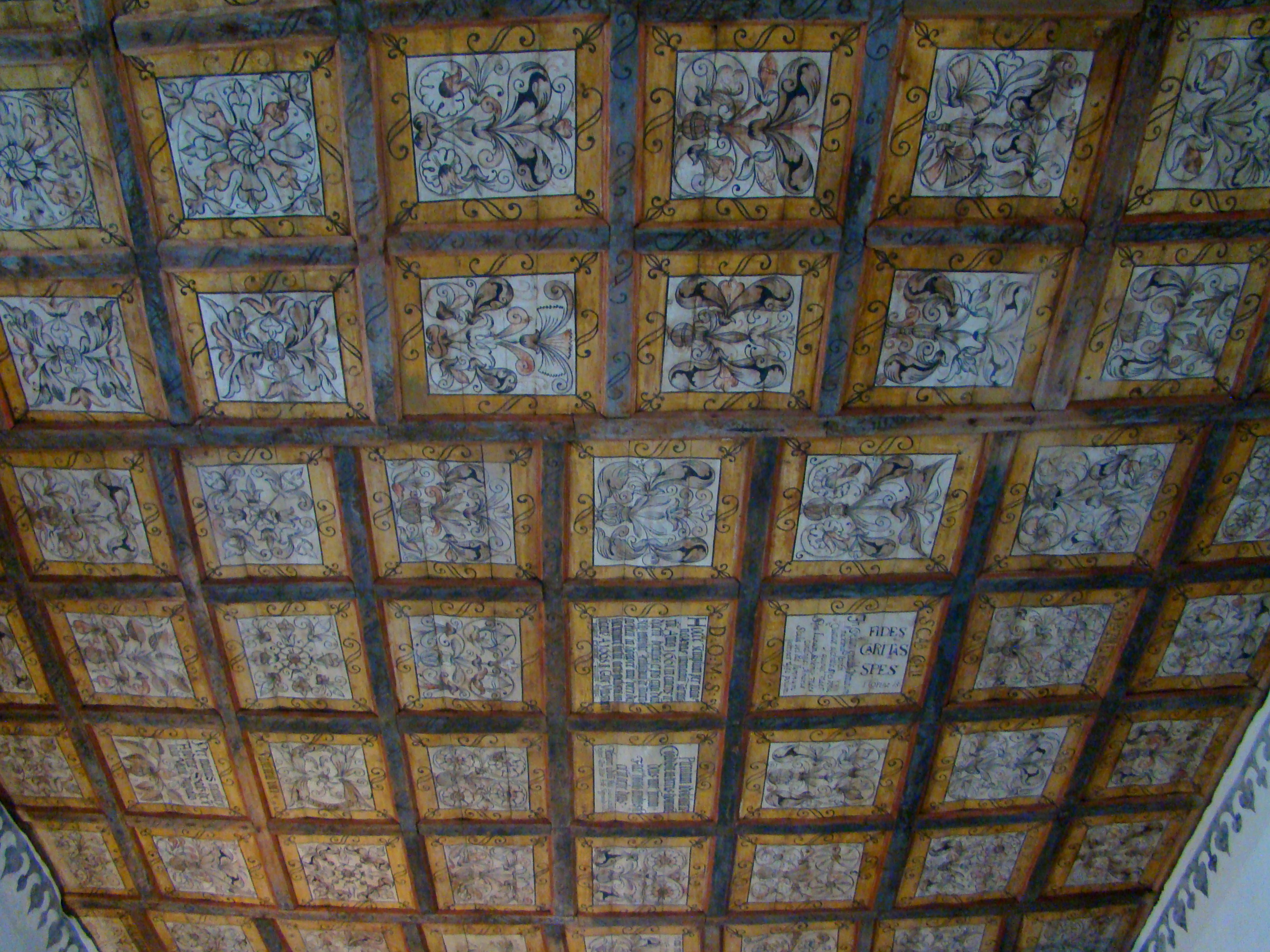
Tavanul casetat

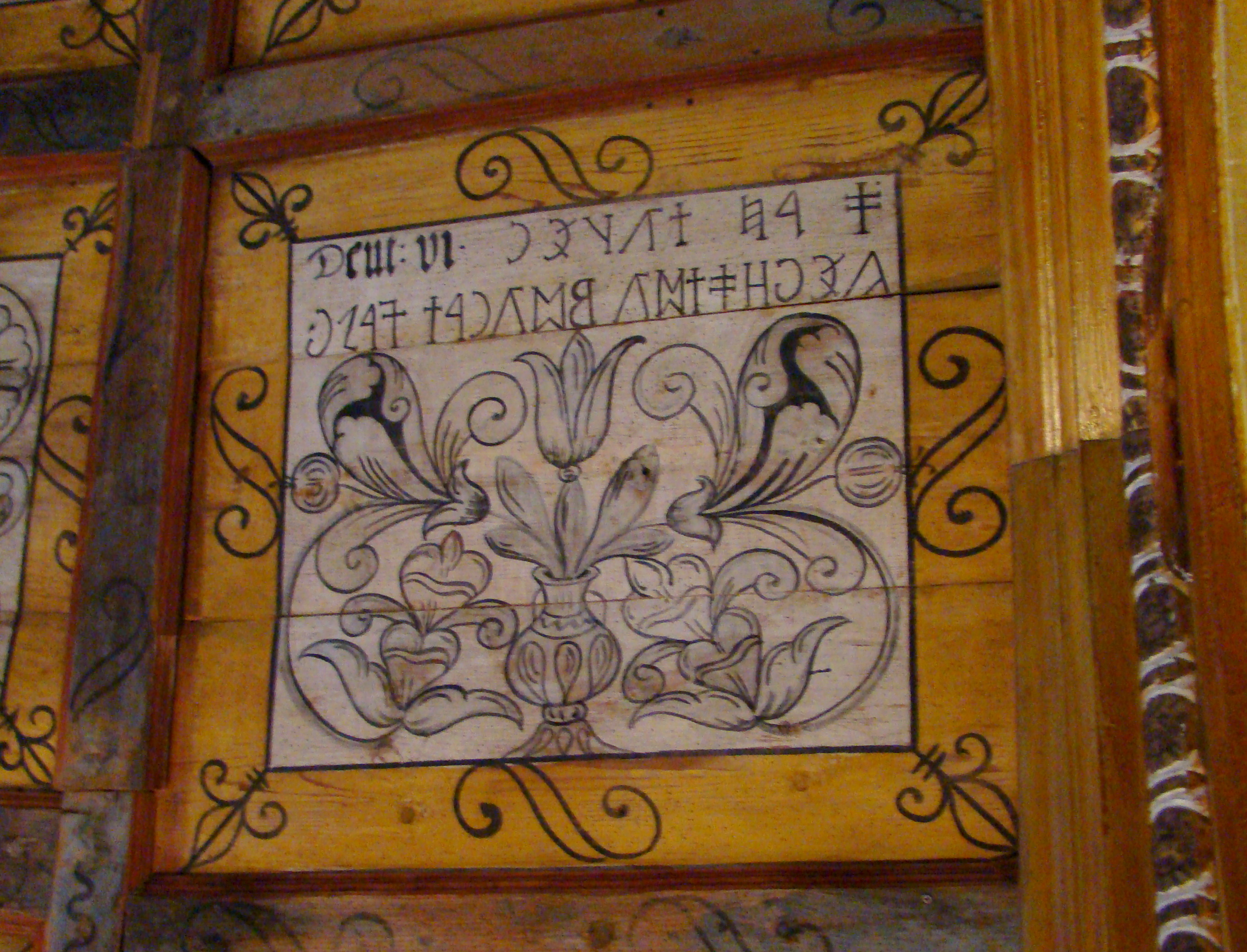
Caseta ce poartă inscripția cu caractere runice: „Egy az Isten. Diakon Georgyius Musnai”

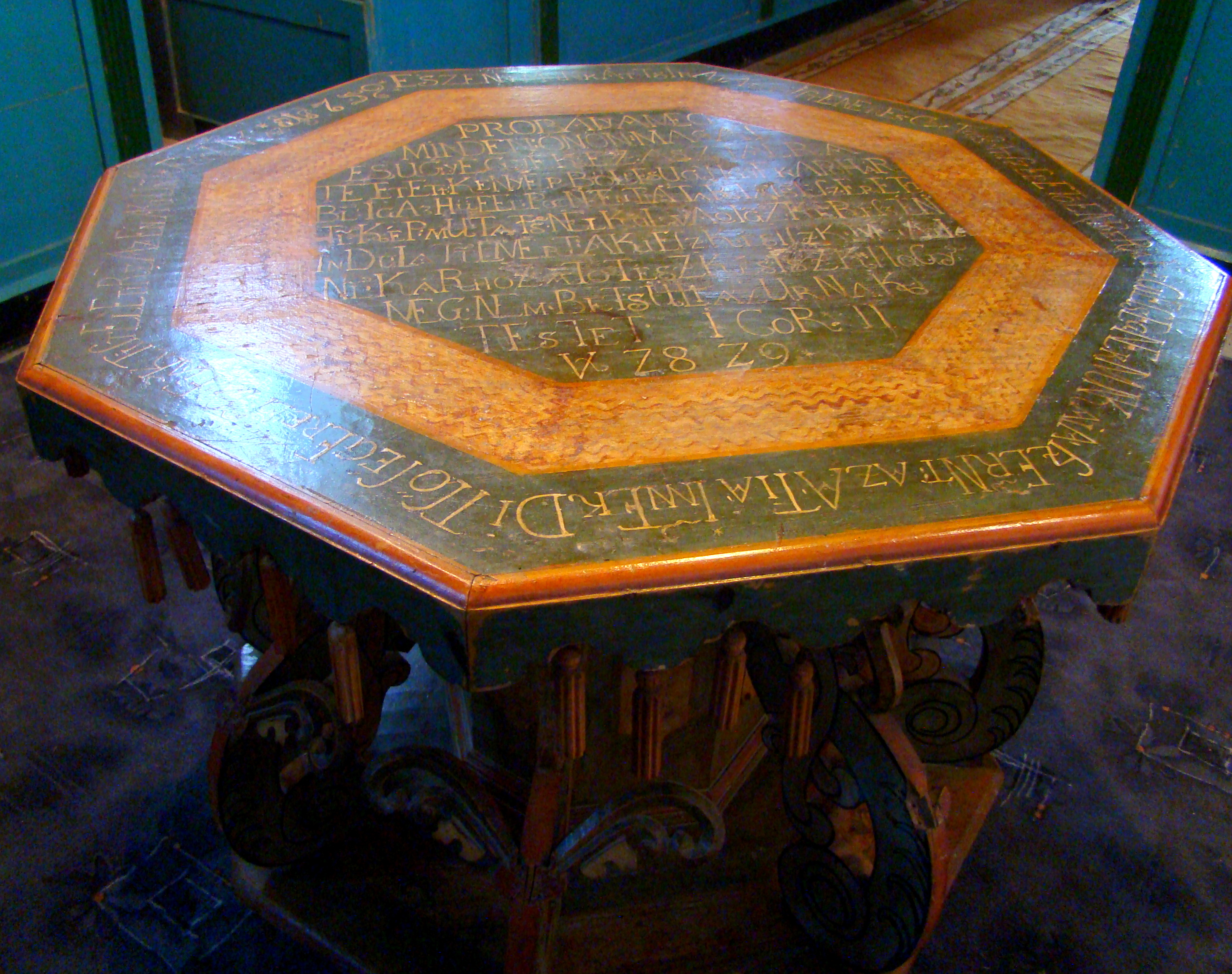
Textul de pe Masa Domnului: „Fiecare să se cerceteze, dar, pe sine însuși, și așa să mănânce din pâinea aceasta și să bea din paharul acesta. Căci cine mănâncă și bea își mănâncă și bea osânda lui însuși, dacă nu deosebește trupul Domnului." 1Cor 11, 28-29

Împrejmuită de un zid, biserica unitariană se înalță pe dealul din sat. În zidul înconjurător au fost încadrate două intrări, bogat ornate, din lemn. Biserica este situată în mijlocul incintei și se compune dintr-o navă și o absidă cu închidere poligonală, prevăzute cu contraforturi. În zidul vestic se deschide o ușă cu ancadrament gotic. Cu excepția ferestrei gotice sud-estice situată în absidă, celelalte ferestre au închidere circulară. Turnul este legat de biserică printr-un portic acoperit.
Incluse ulterior în clădirea bisericii, fragmentele de piatră sculptată (un fragment de brâu cu o ramură de viță de vie, sau montantul unui ancadrament de ușă) făceau parte din clădirea precedentă, din secolele XII-XIII. În a doua parte a secolului al XV-lea, probabil pe locul celei vechi, se construiește o nouă biserică. În anul 1661 tătarii au pustiit și incendiat localitatea și biserica, bolta gotică din cărămidă a acesteia prăbușindu-se. Ea a fost înlocuită mai târziu de tavanul casetat al navei. Zidul împrejmuitor a fost reparat de mai multe ori în perioada 1745-1770, iar mobilierul bisericii a fost completat. Alte reparații au avut loc între 1828 și 1848. În acea perioadă a fost construit și tavanul casetat al absidei, galeria orgii, iar turnul a fost încorporat în zidul de împrejmuire. În 1870 biserica a fost acoperită cu șindrilă, iar turnul cu tablă.

## Fragmentele de piatră sculptată
În biserică se pătrunde printr-o ușă gotică situată în fațadă. Poarta sudică este de asemenea gotică, profilată. Foaia de ușă datează din 1737, o lucrare frumoasă, cu intarsie, interiorul foii fiind pictat. Din ferestrele cu traforuri gotice ale bisericii s-a păstrat doar un fragment, inclus în fereastra sud-estică a bisericii. În partea sud-vestică interioară a zidului de împrejmuire a fost inclusă o fereastră rotundă, din perioada gotică timpurie, cu un diametru de 13 cm.
Arcul de triumf al absidei este un arc în ogivă, clădit din bolțari mari, lați. În absidă se poate observa ancadramentul ușii de sacristie din secolul XV și o firidă cu un ancadrament rectangular profilat, folosită ca tabernacul.

## Tavanul casetat
Elementul cel mai spectaculos al bisericii unitariene este tavanul casetat, compus din 88 de casete pictate, datând din 1668, cu o suprafață de 70 mp. Mulți specialiști îl consideră unul dintre cele mai importante tavane din secolul XVII. Culorile originale erau mult mai vii decât cele actuale, petalele florilor fiind mai roșii, iar frunzele mai verzi.
Tavanul poartă neobișnuit de multe inscripții. Casetele conțin mai mult de zece texte diferite, compuse în diverse feluri și scrise cu caractere diferite: latine sau cele ale scrierii secuiești vechi. Pe lângă lucrările de renovare din 1668, efectuate în urma ravagiilor tătarilor, în timpul preoției lui Árkossy György, inscripțiile îi pomenesc și pe tâmplarul András Szász și pictorul György Muzsnai. care, pe lângă motivele florale, au formulat și inscripționat textele. Printre acestea se regăsesc câteva dintre epigramele poetului galez George Qwen, publicate în volumele Scola Coeli (Treptele credinței) și Contra Omnes gentes, în 1606-1609, dar și un frgment dintr-o lucrare semnată de primul reformator maghiar, Imre Ozorai, publicată la Cracovia în anul 1535.
Muzsnai și-a trecut și el numele pe tavan, cu caracterele scrierii secuiești vechi, în imediata vecinătate a inscripției ce imortalizează teza fundamentală a religiei unitariene. Sub inscripția „Dumnezeu e unul” marchează și locul acesteia în sfânta scriptură: caracterele runice indică DEUT VI, adică capitolul VI din a doua carte a lui Moise: „Iată, fiii lui Israel, Domnul e Dumnezeul nostru, el unul”.

## Vezi și
- Inlăceni, Harghita
- Biserica Unitariană
- Biserica Unitariană din Transilvania

## Imagini din exterior

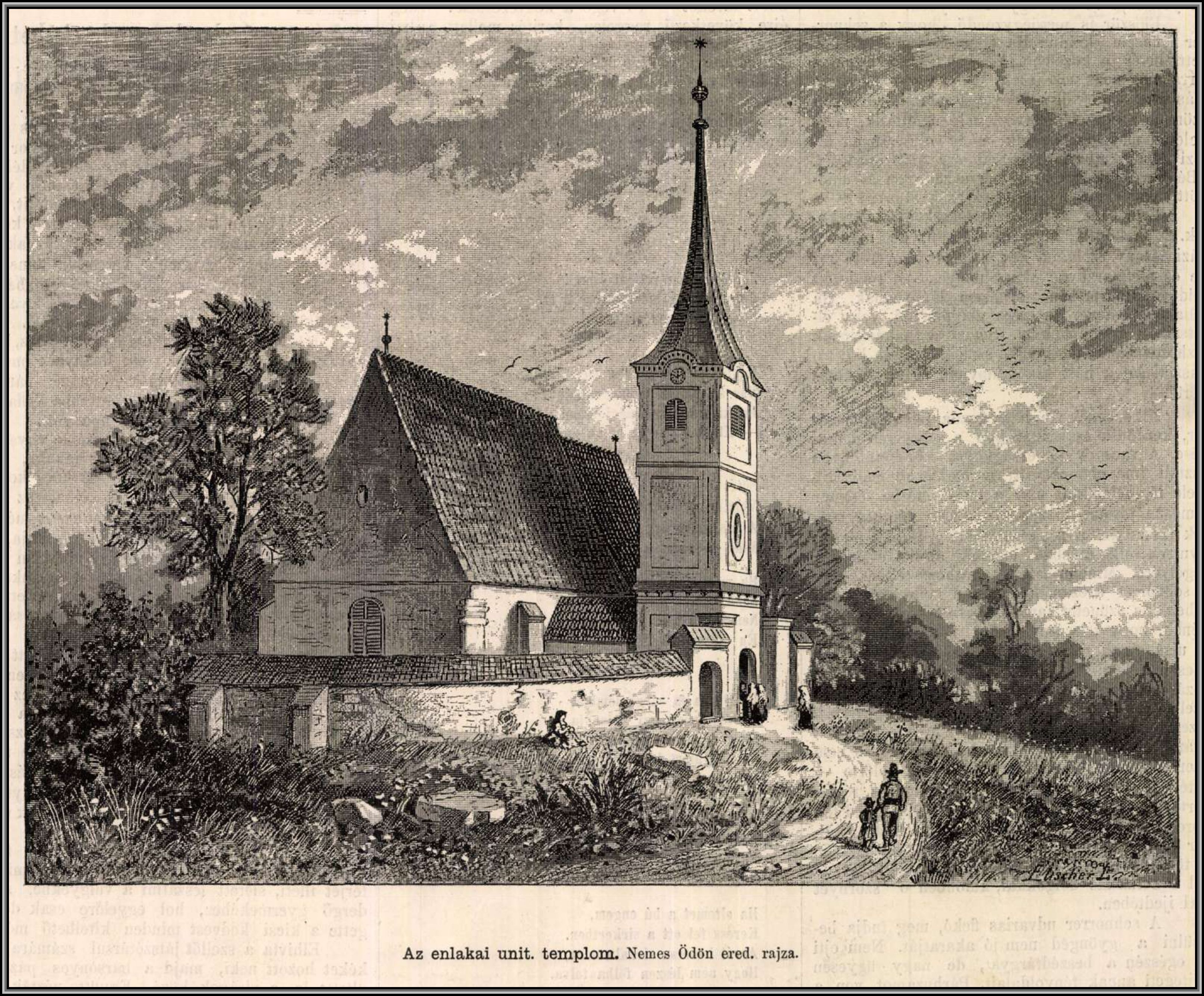
Imagine de epocă
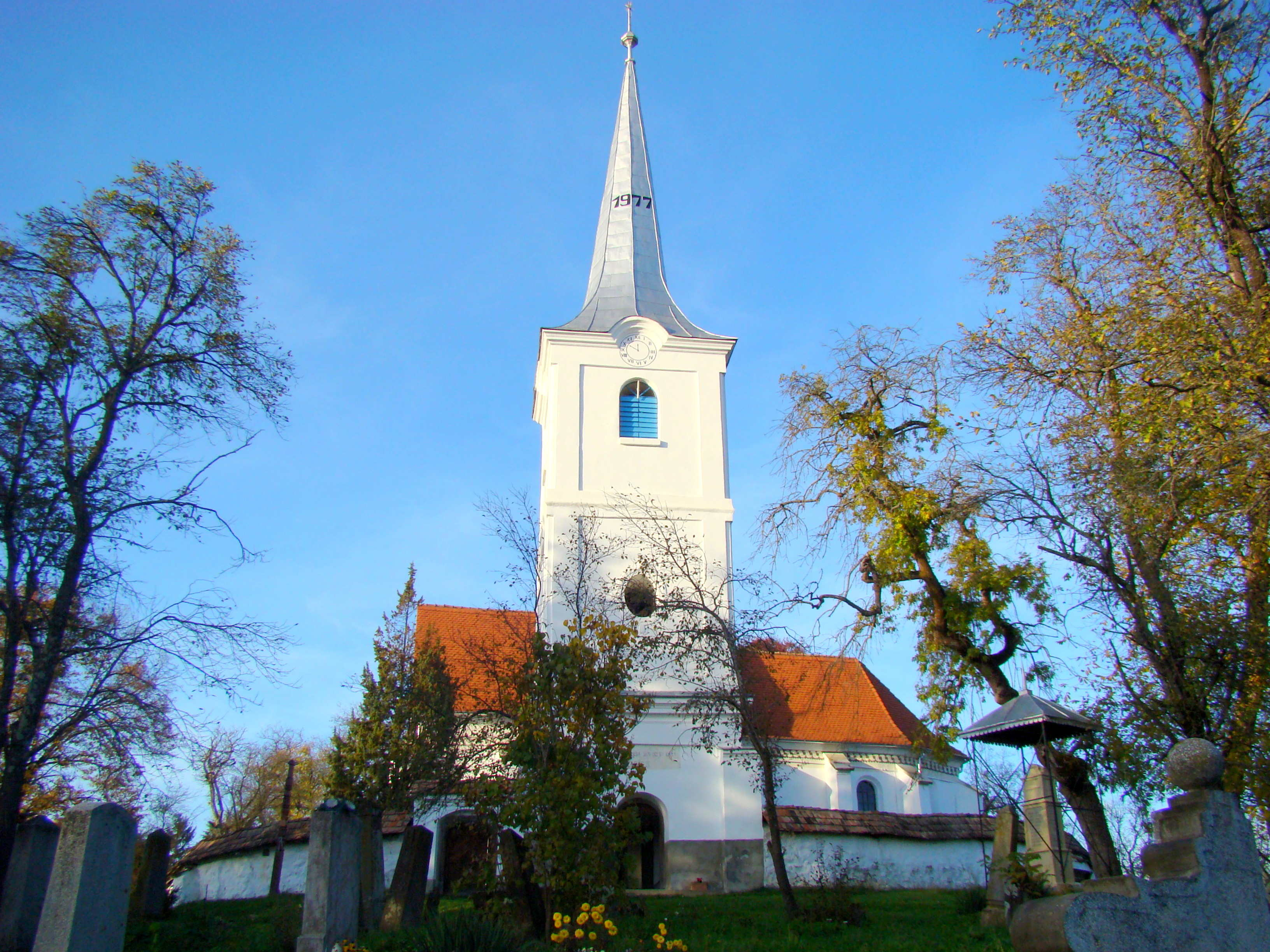
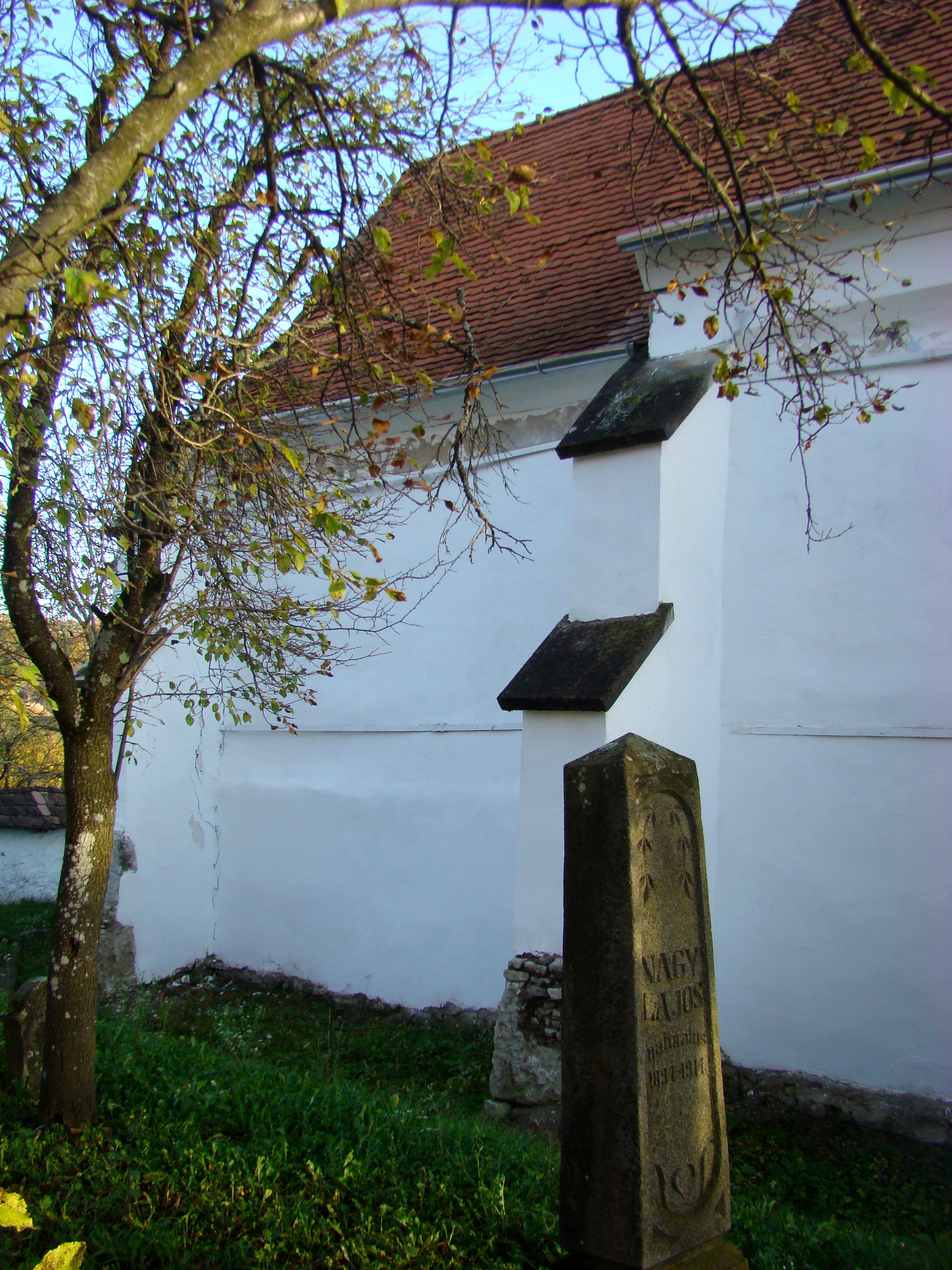
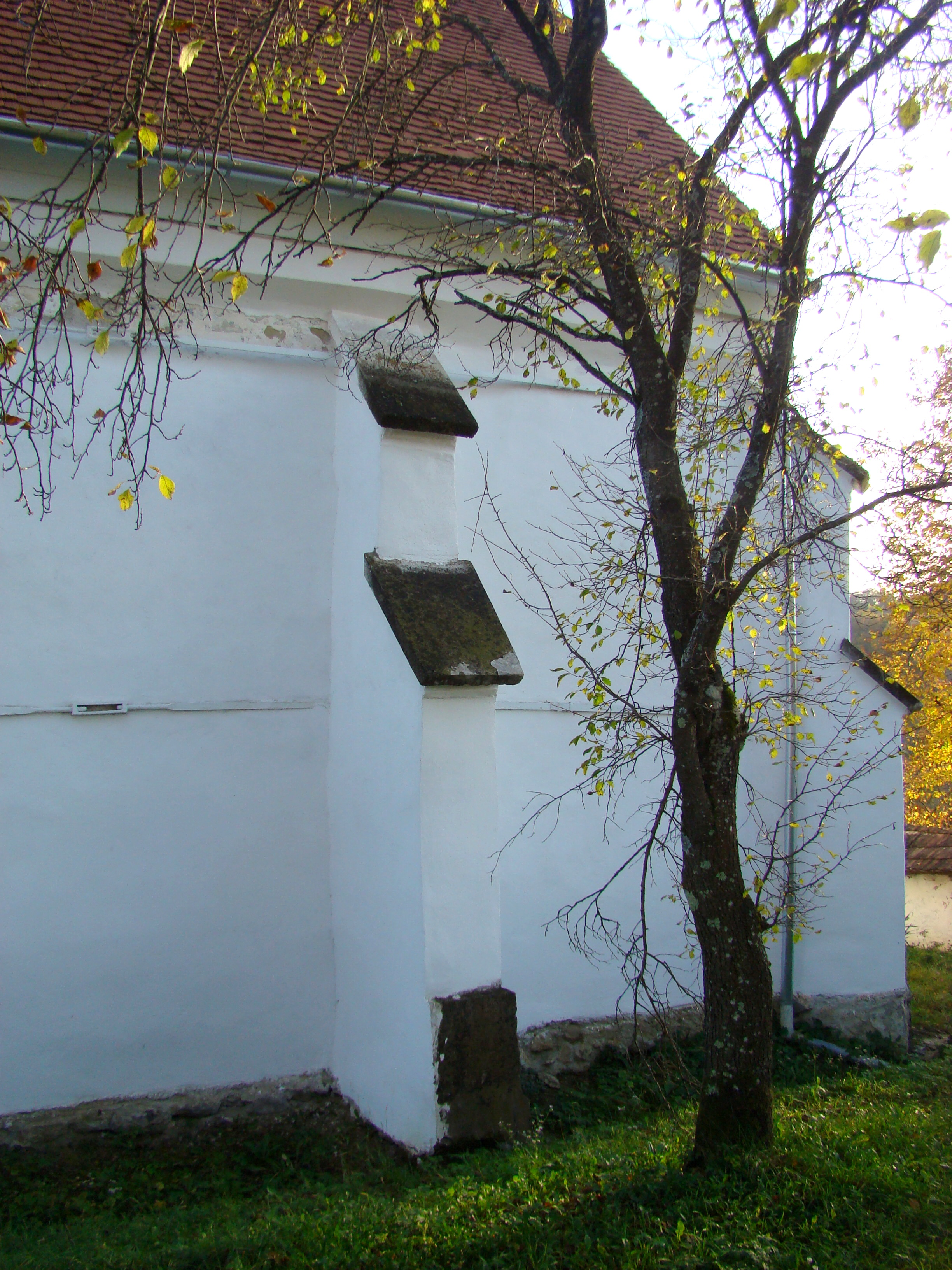
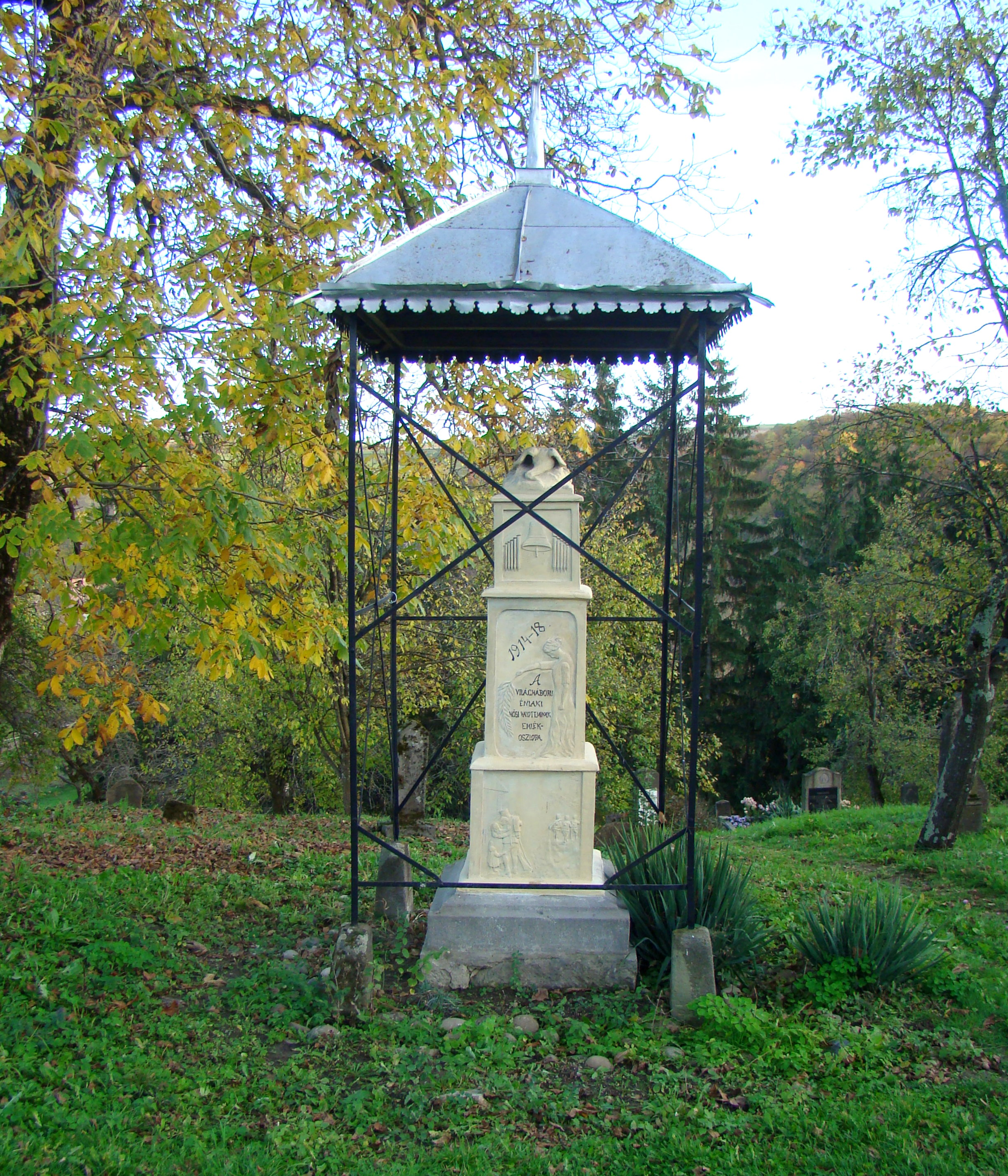
Monumentul eroilor
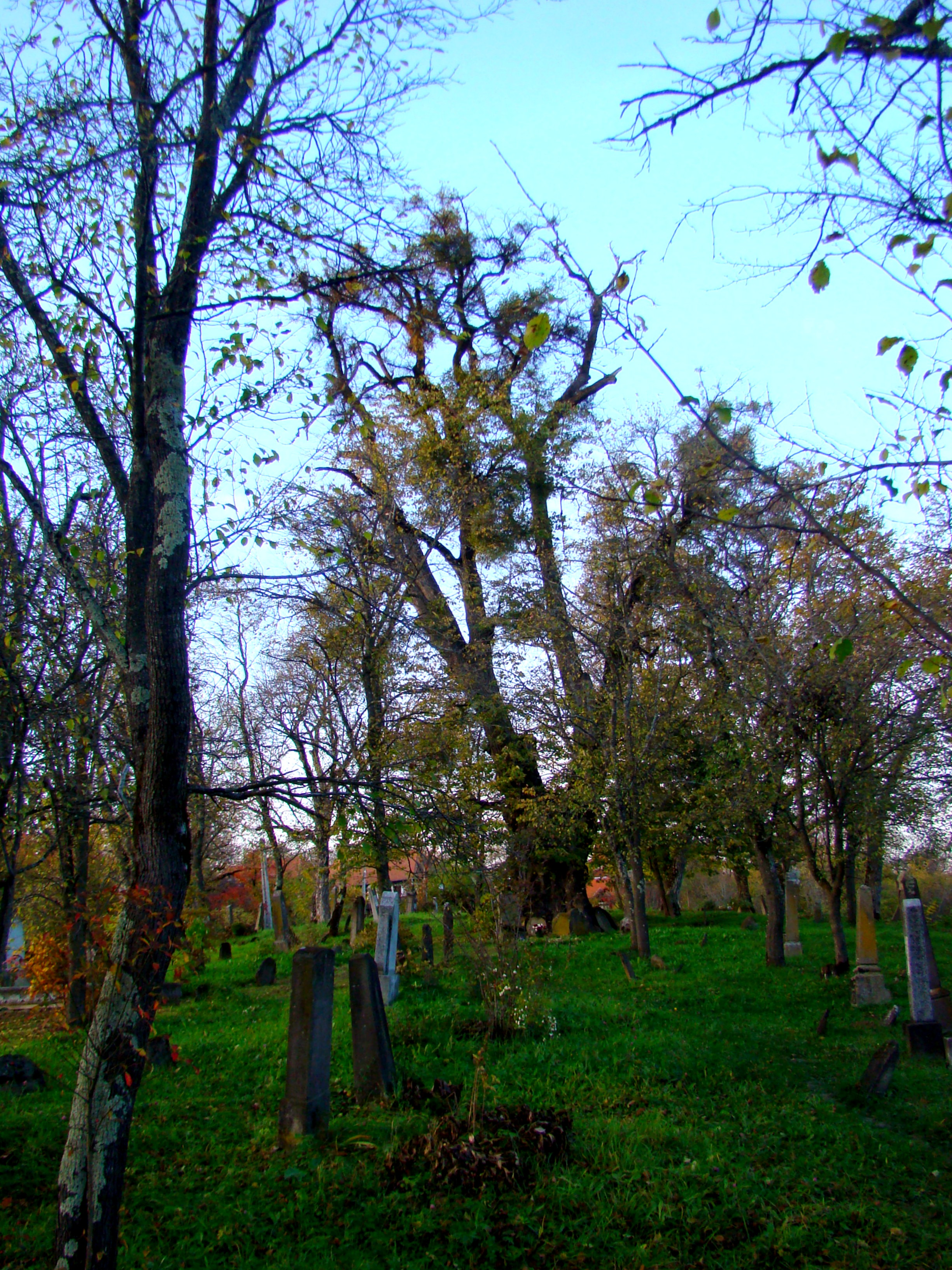
Teiul din cimitir are vârsta de cca 600 de ani
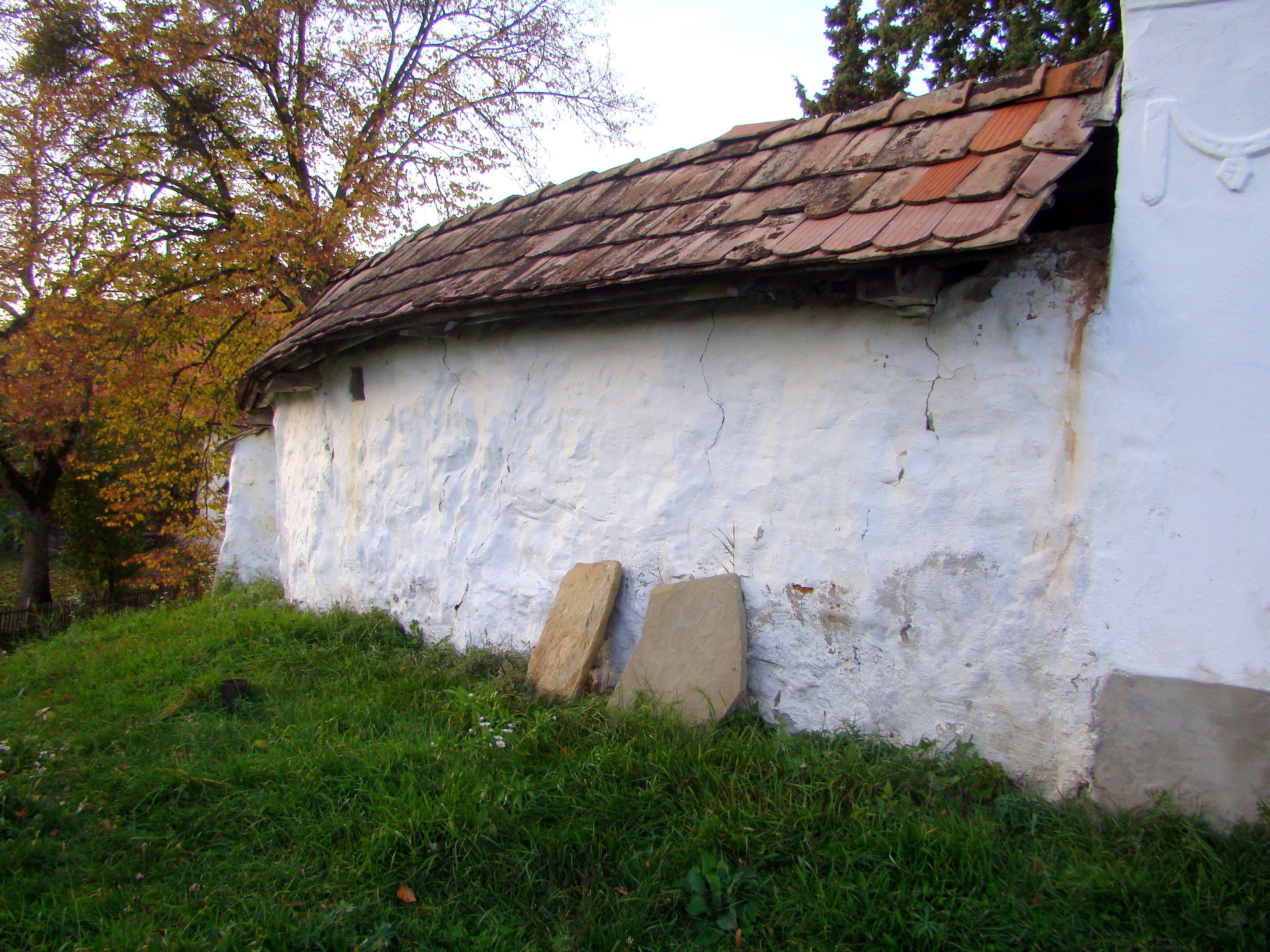
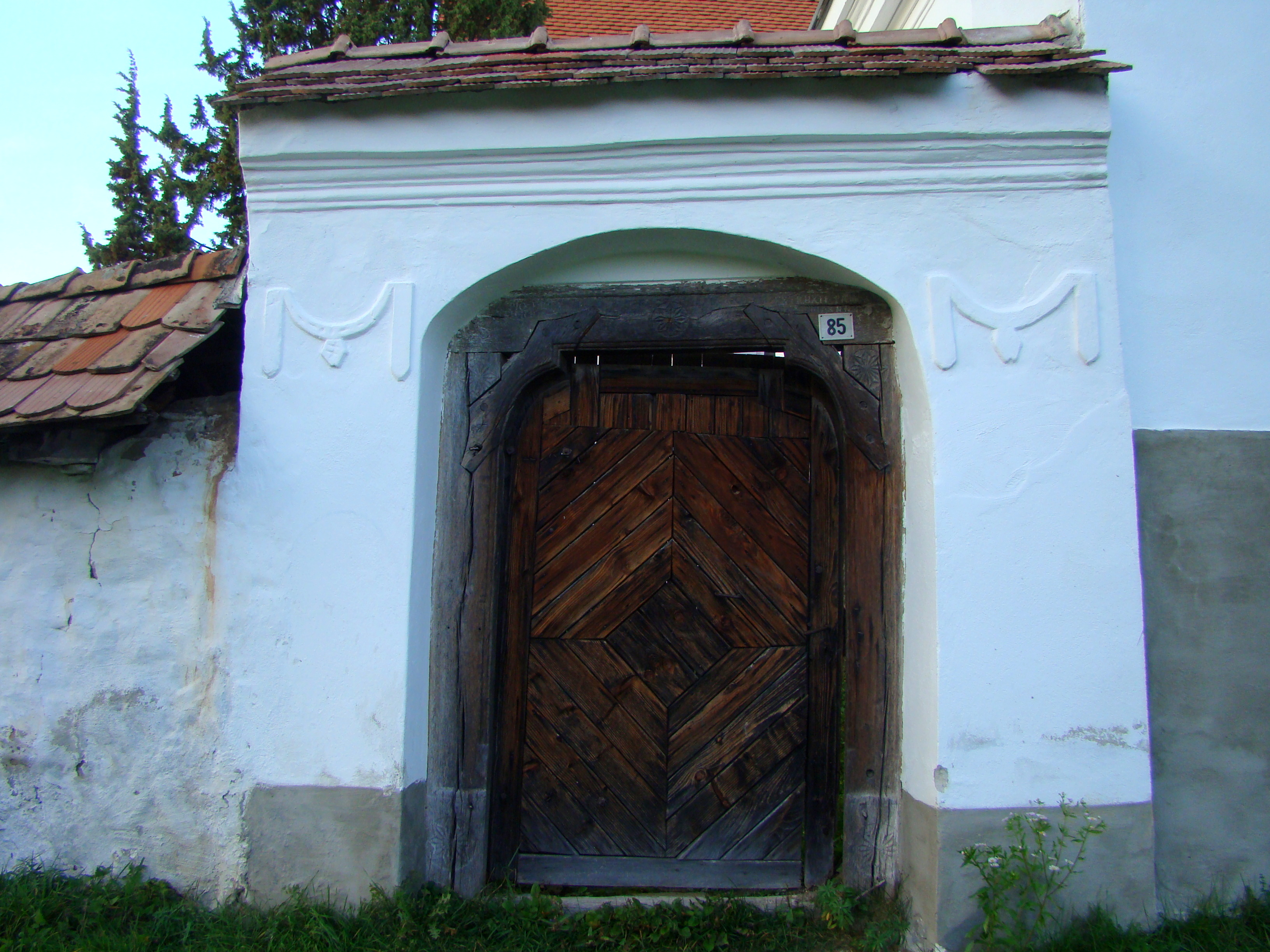
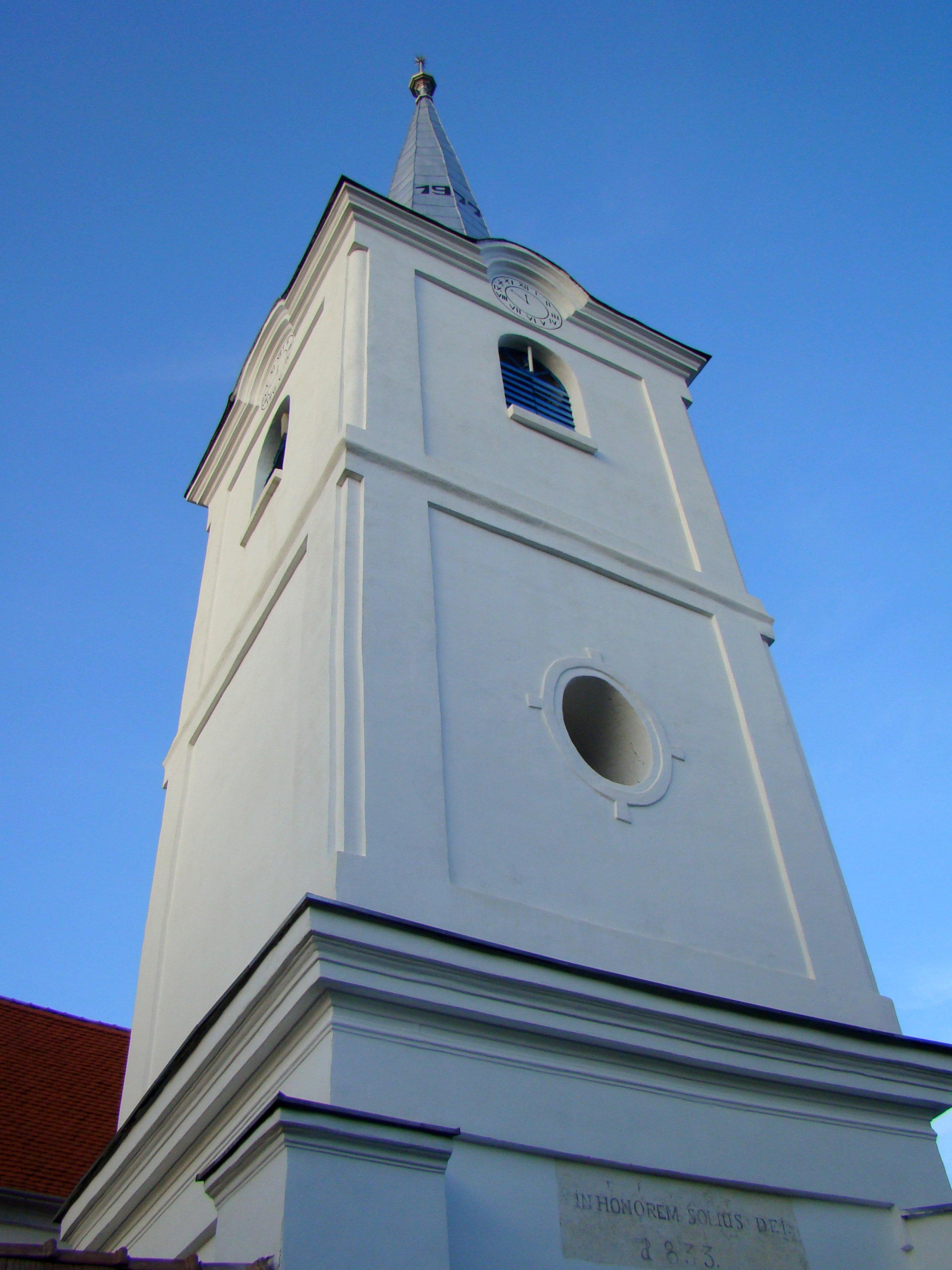
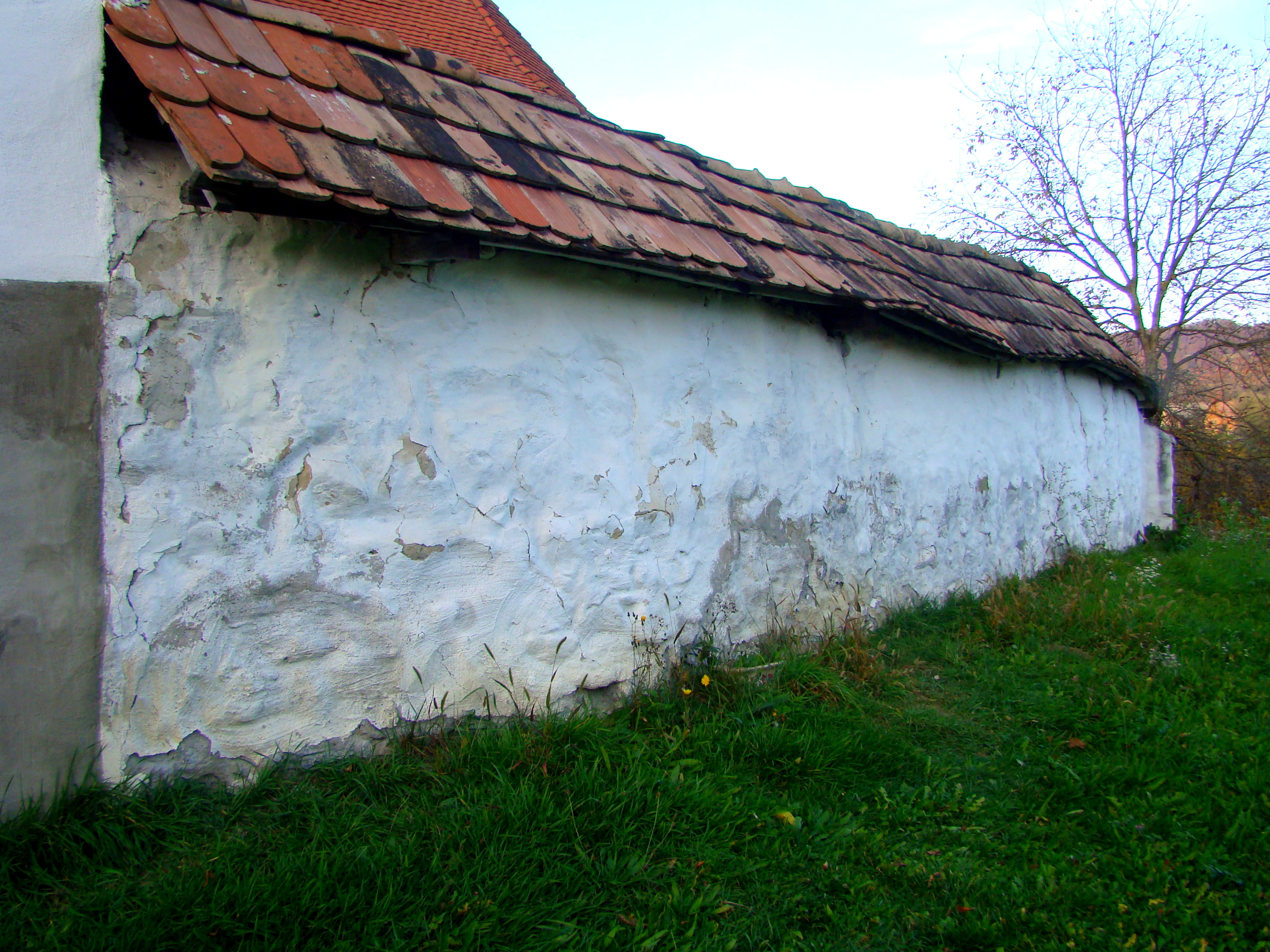
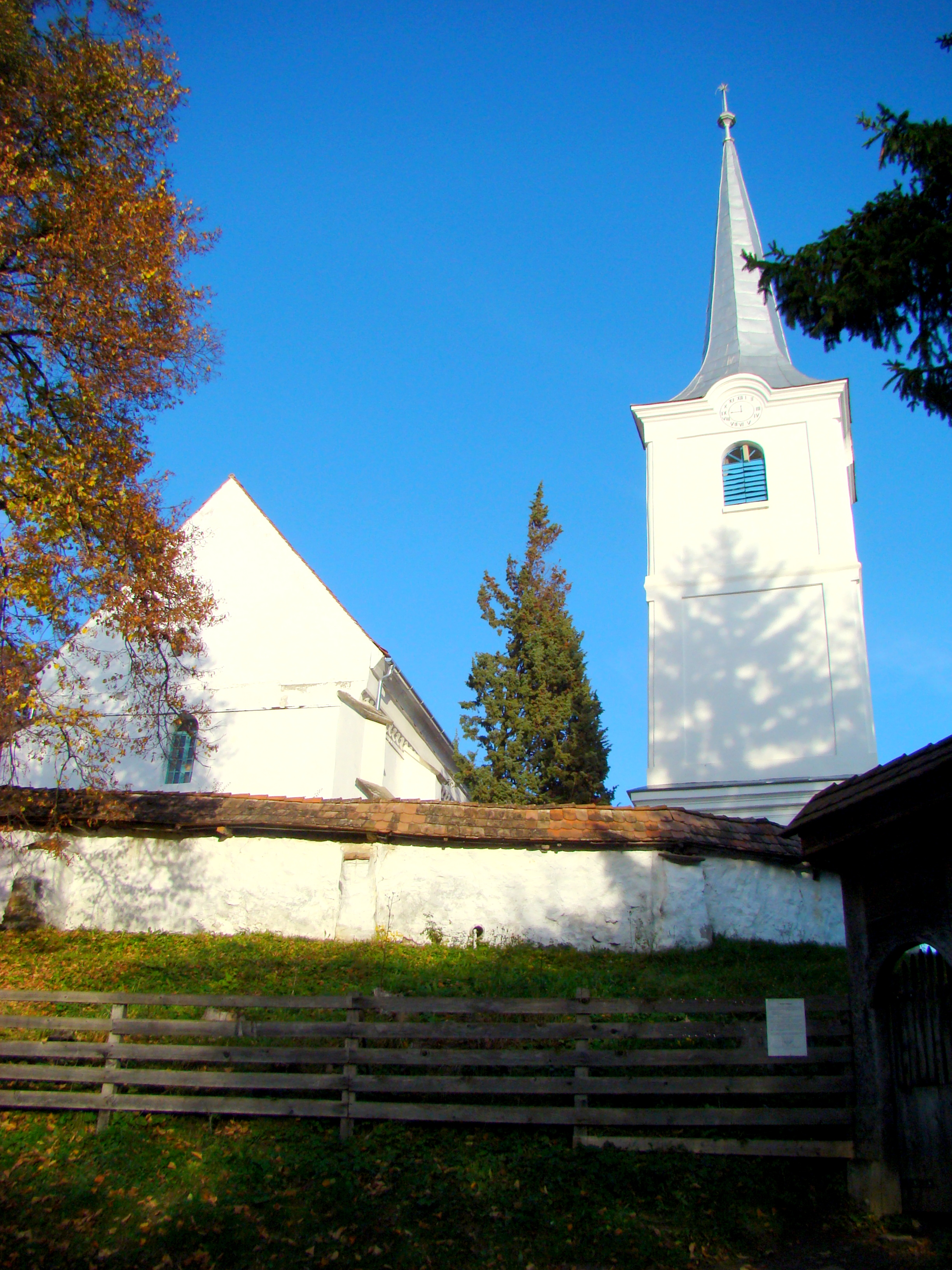
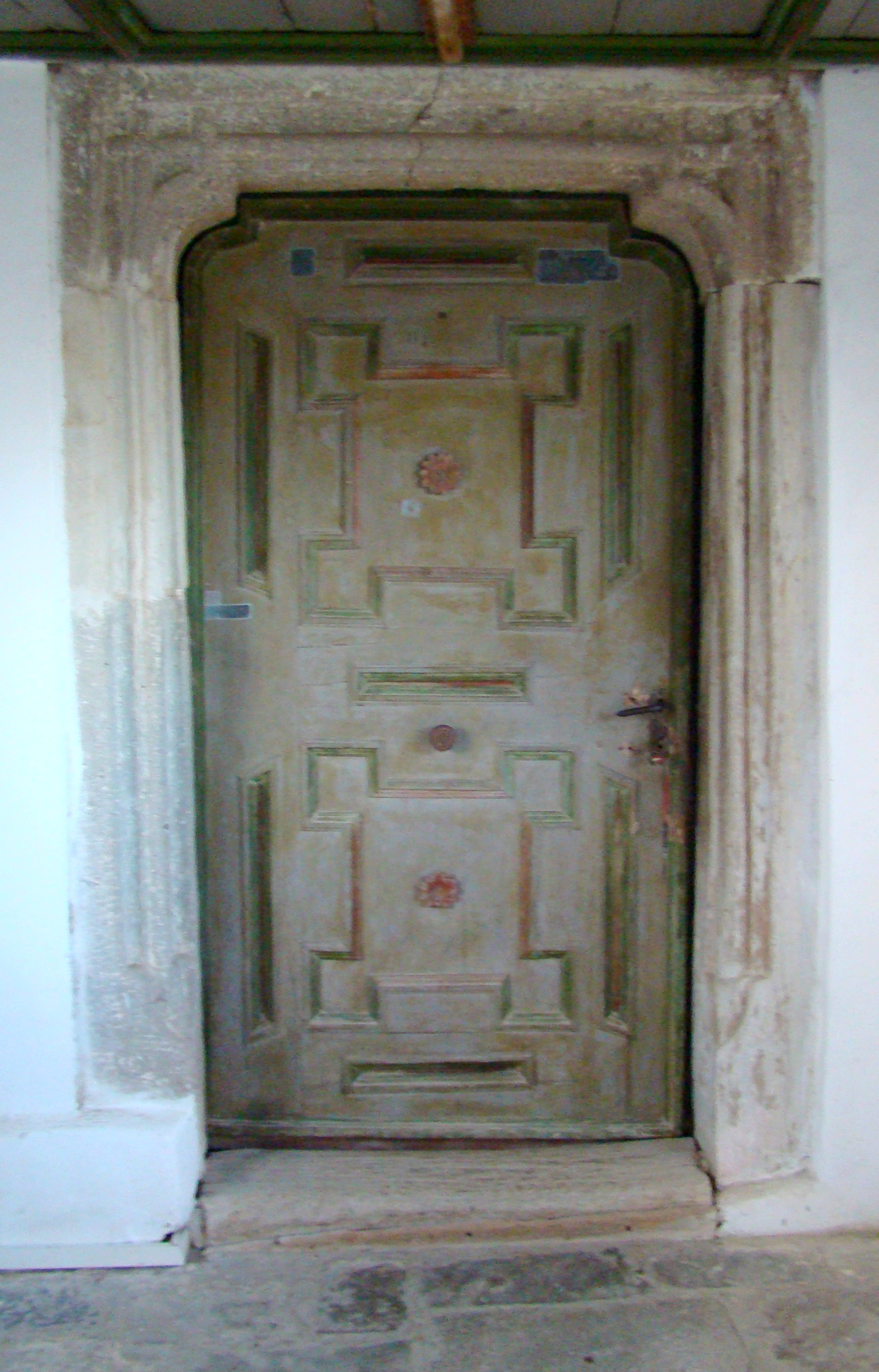
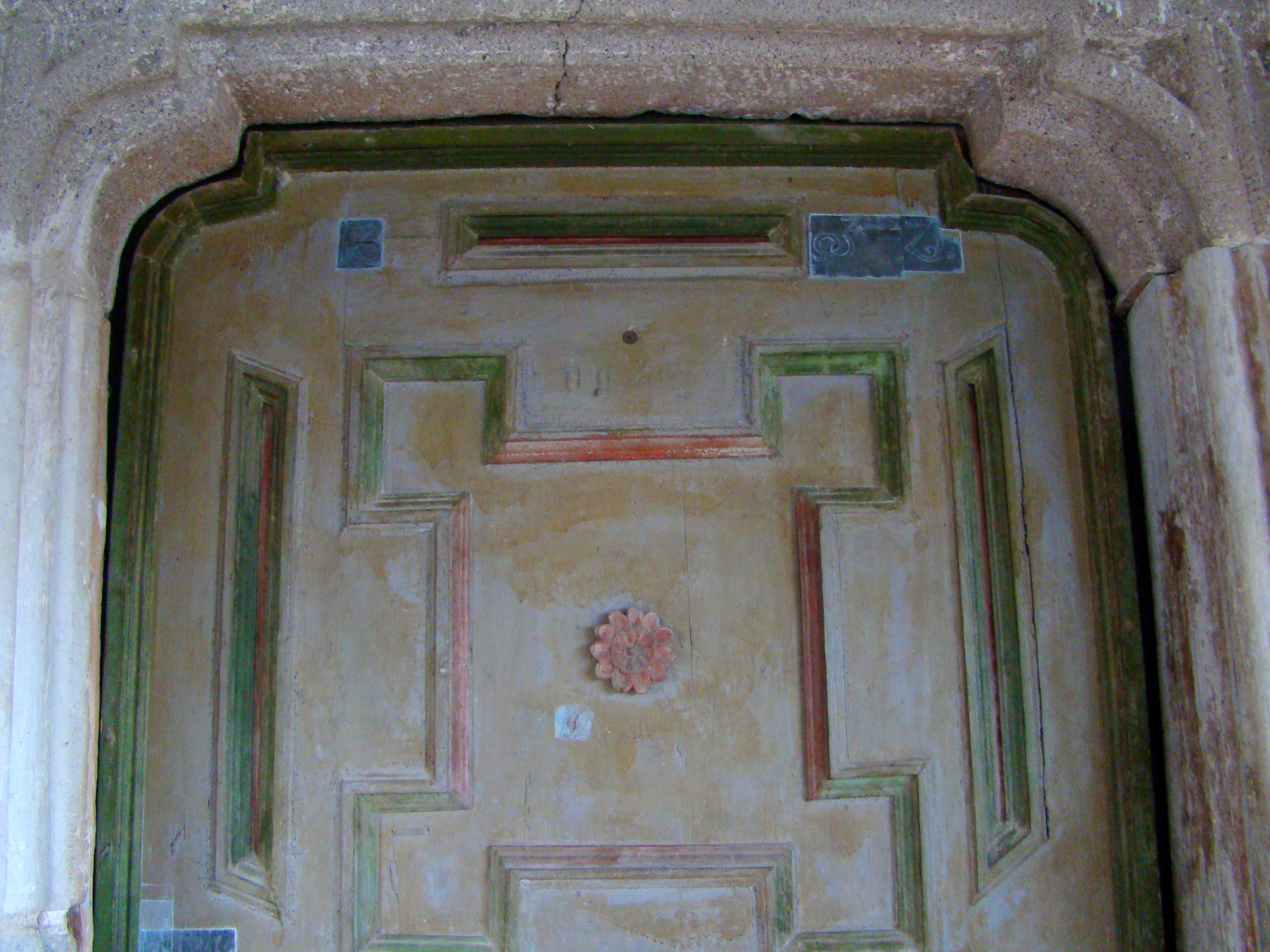
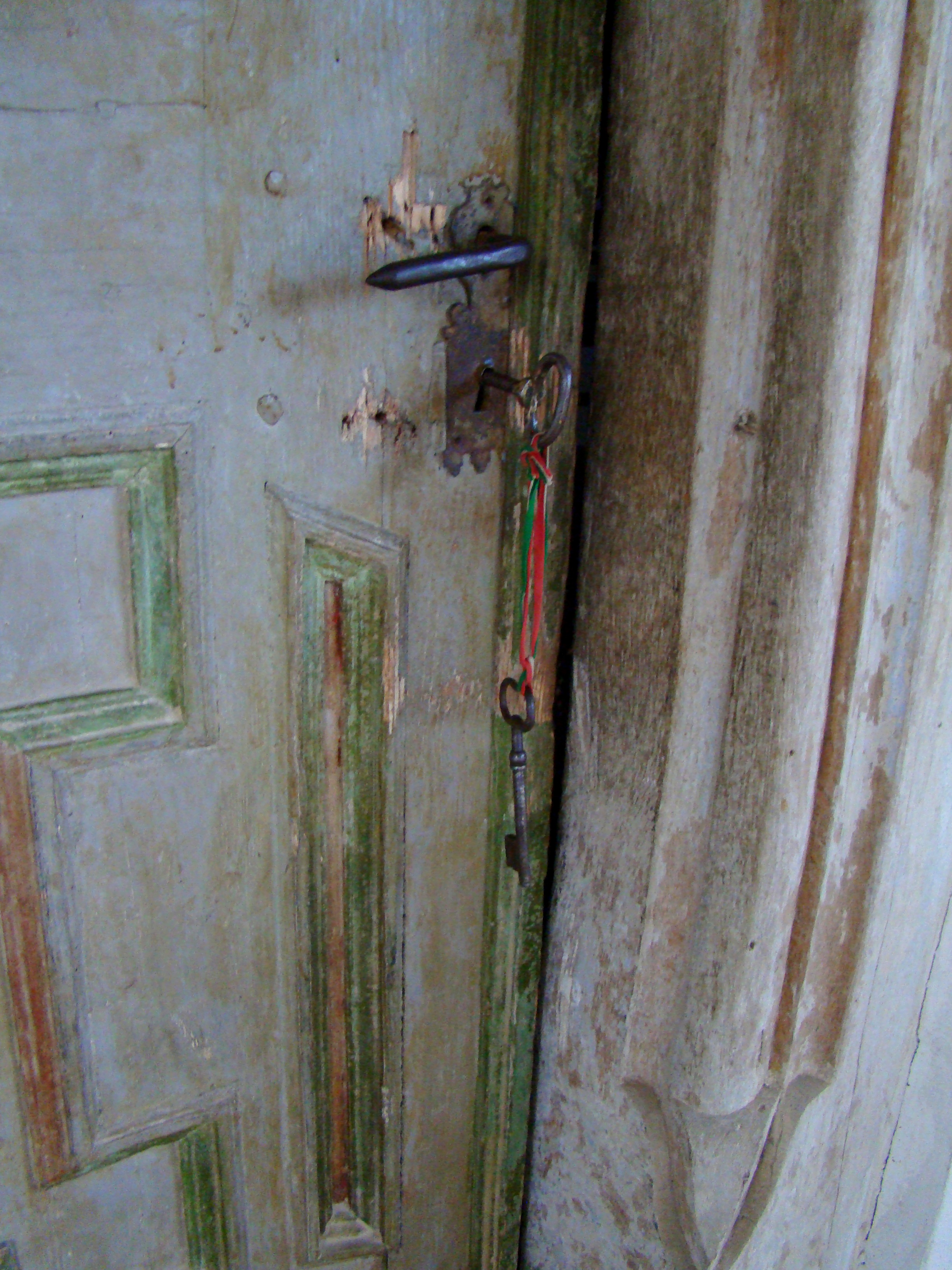
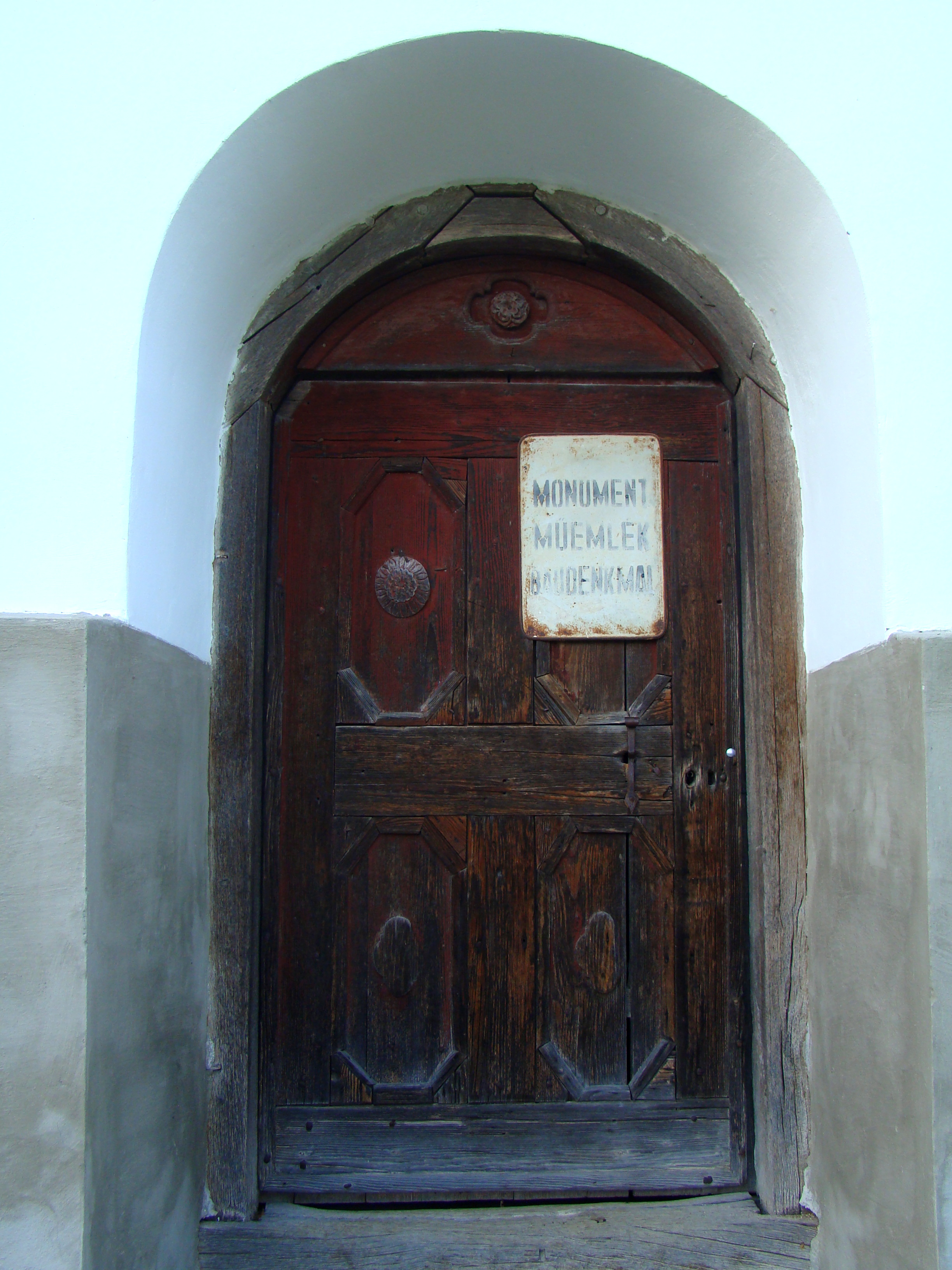
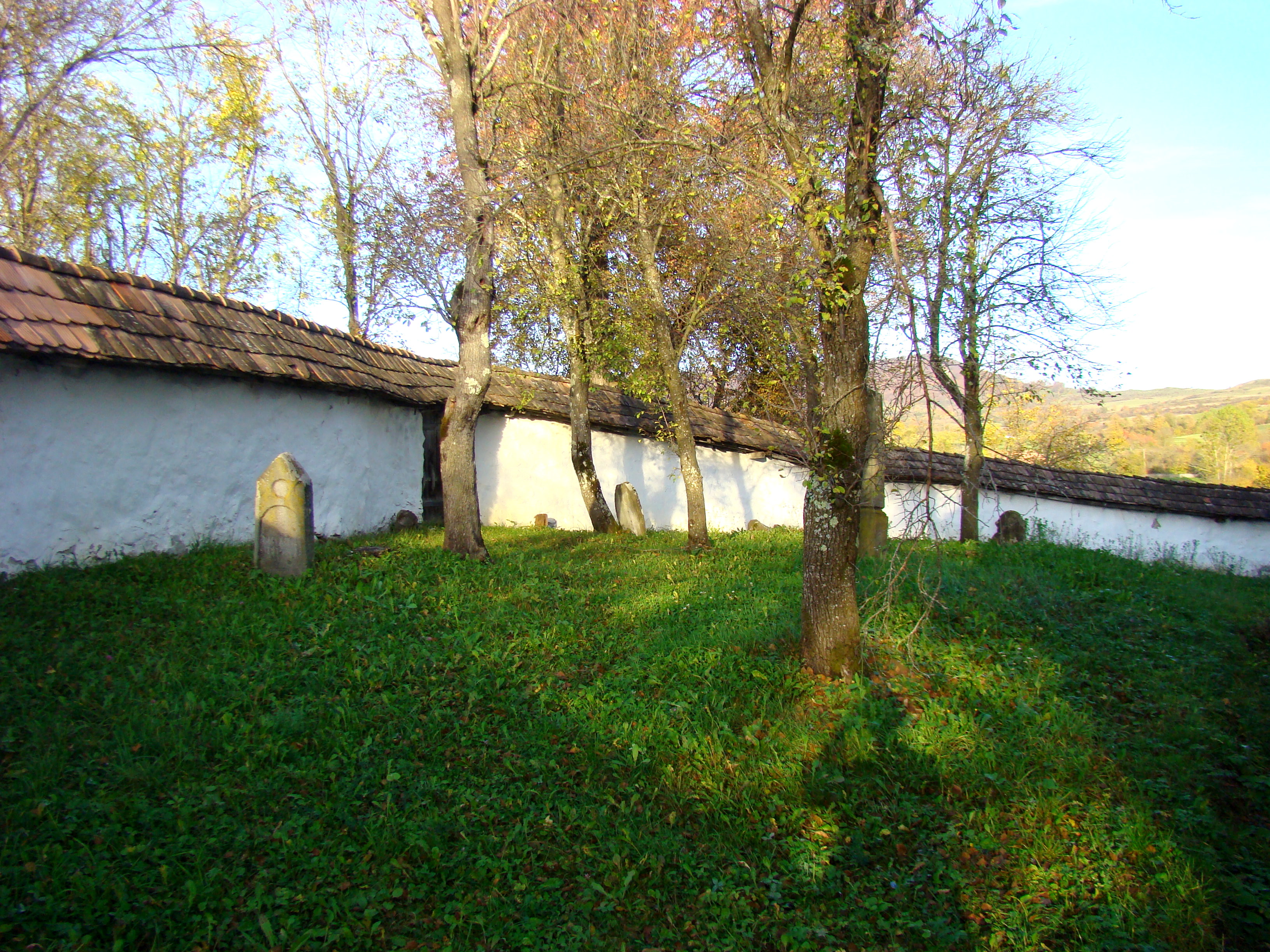
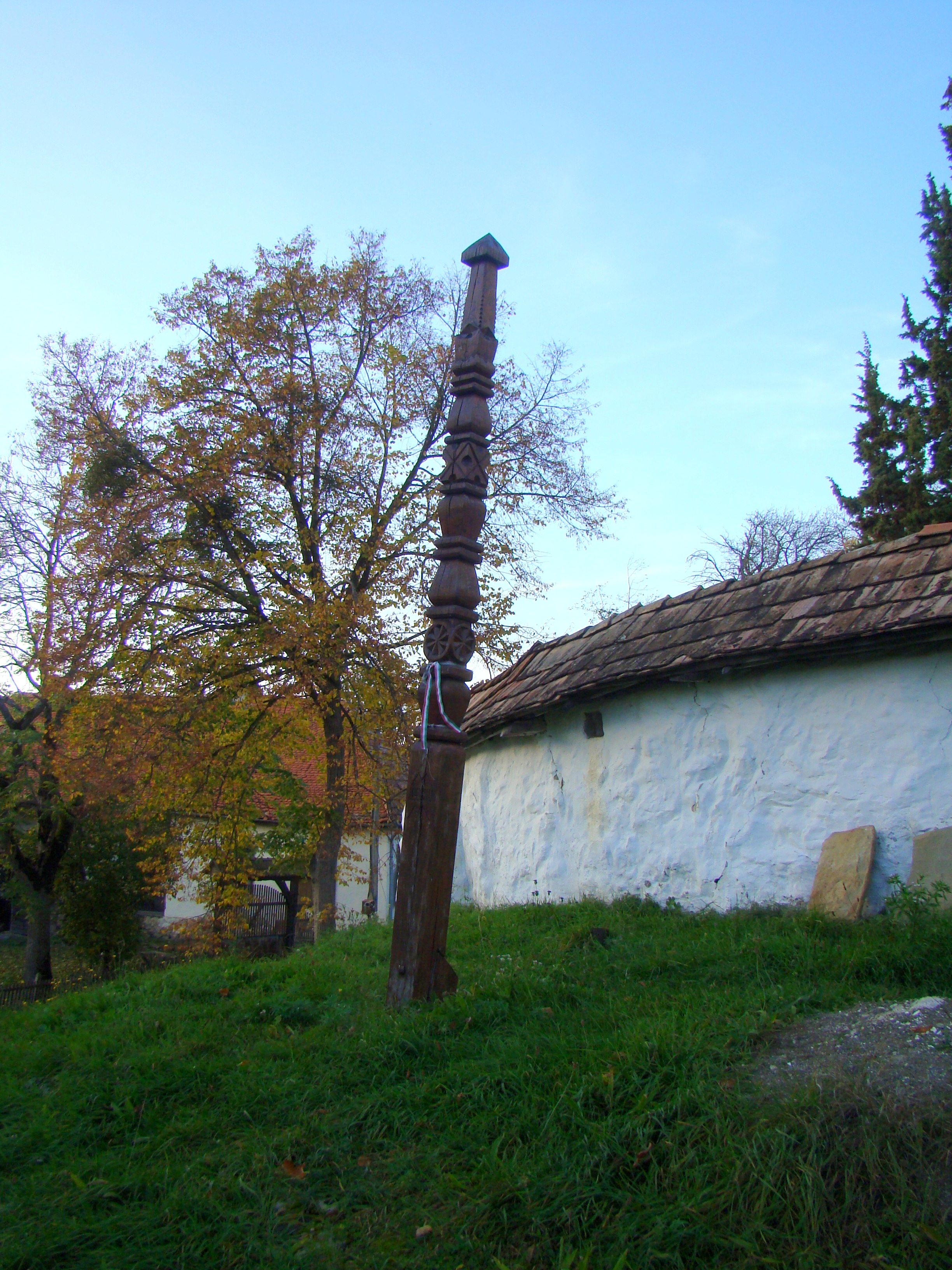
Kopjafa
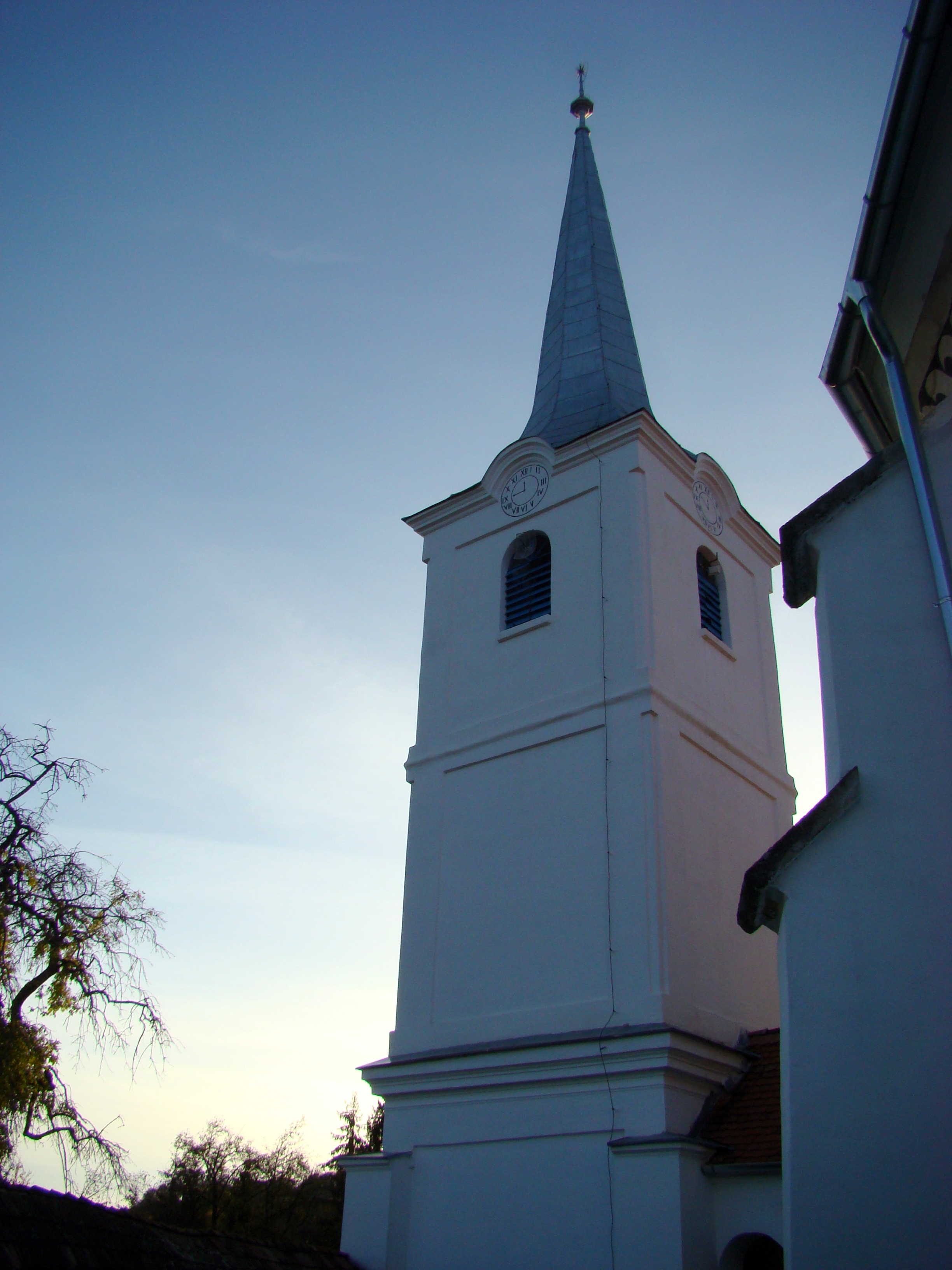
Turnul a fost construit între anii 1830 și 1833
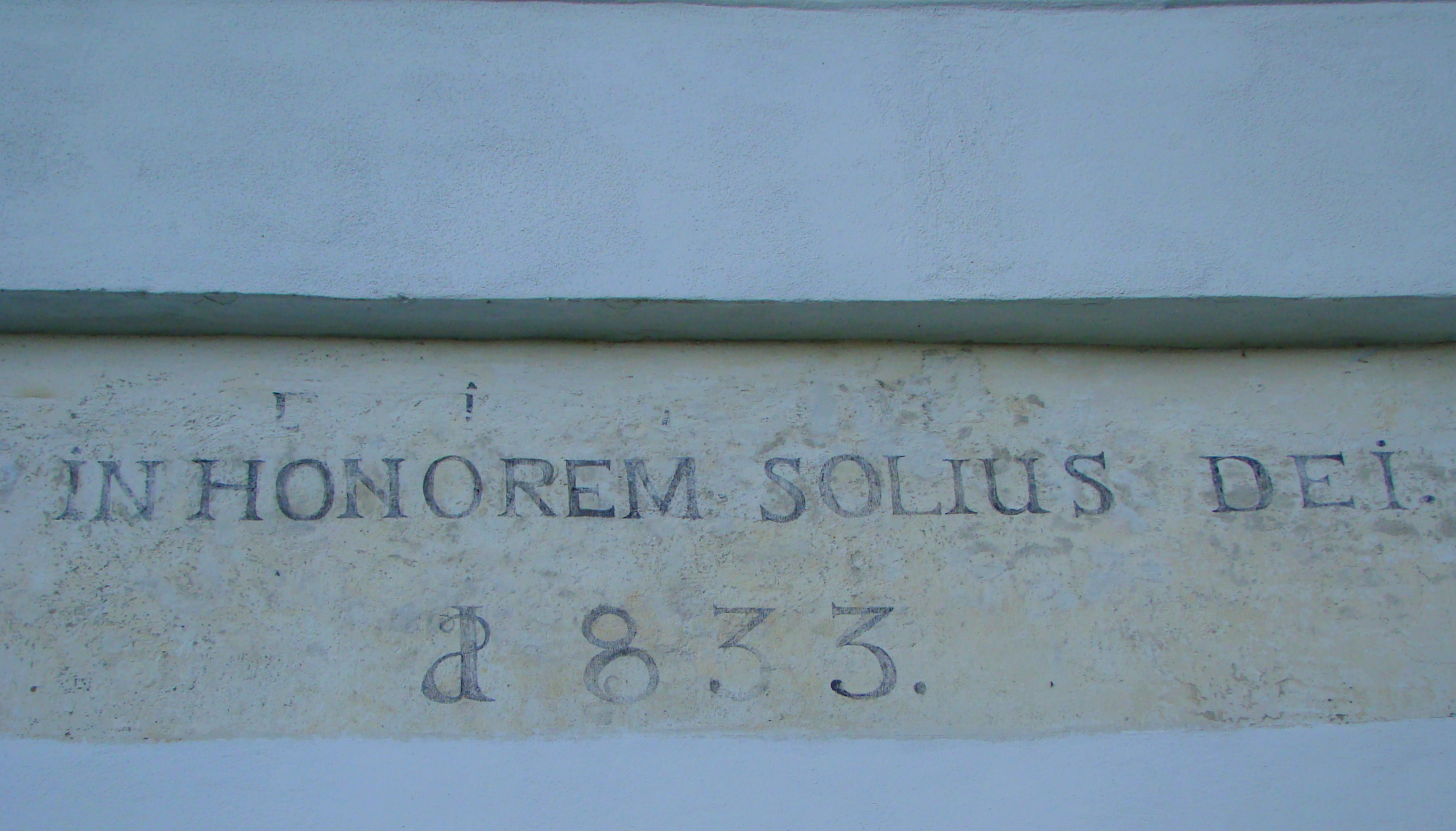
Inscripția de datare
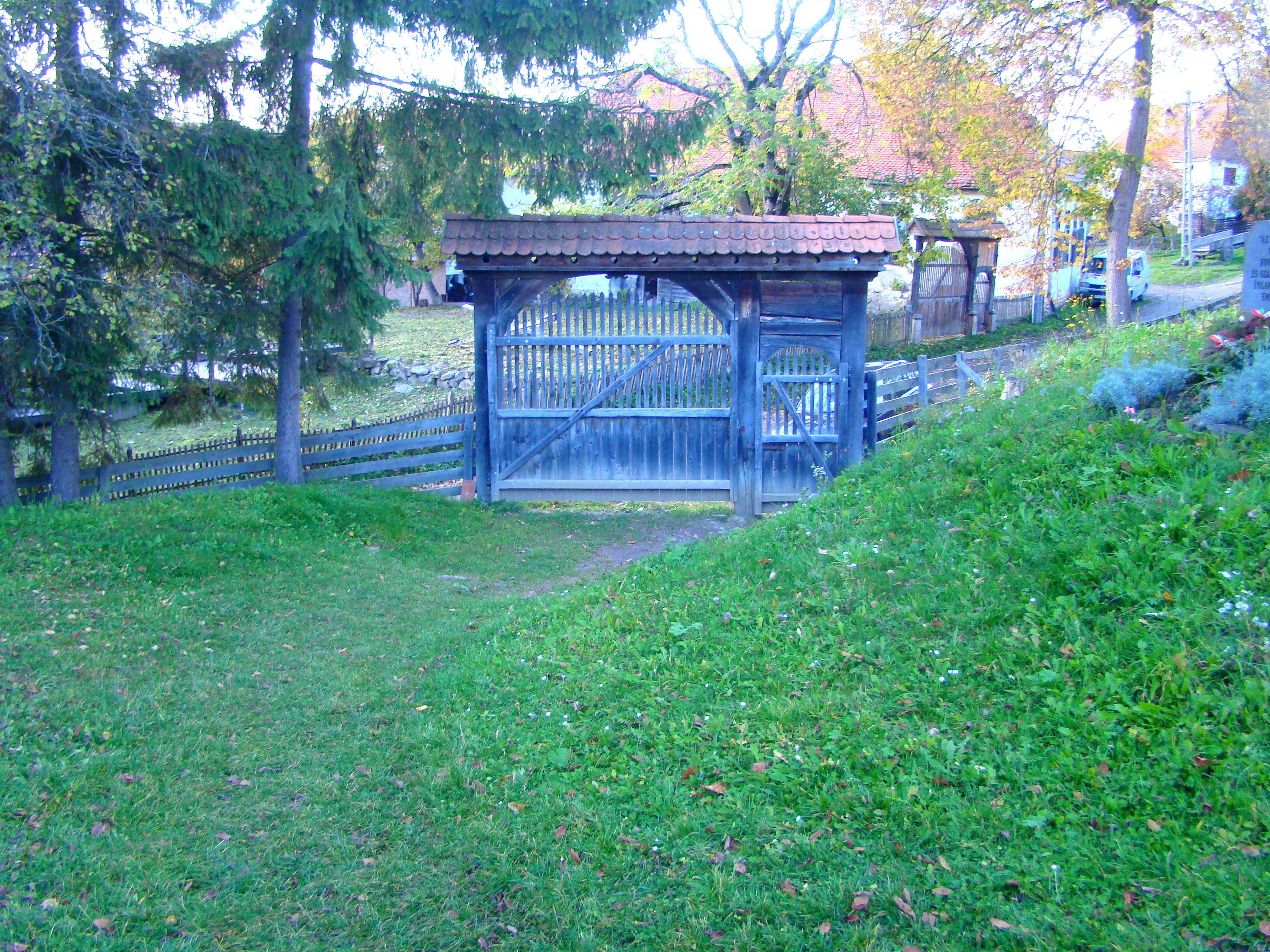
Poarta de lemn a bisericii
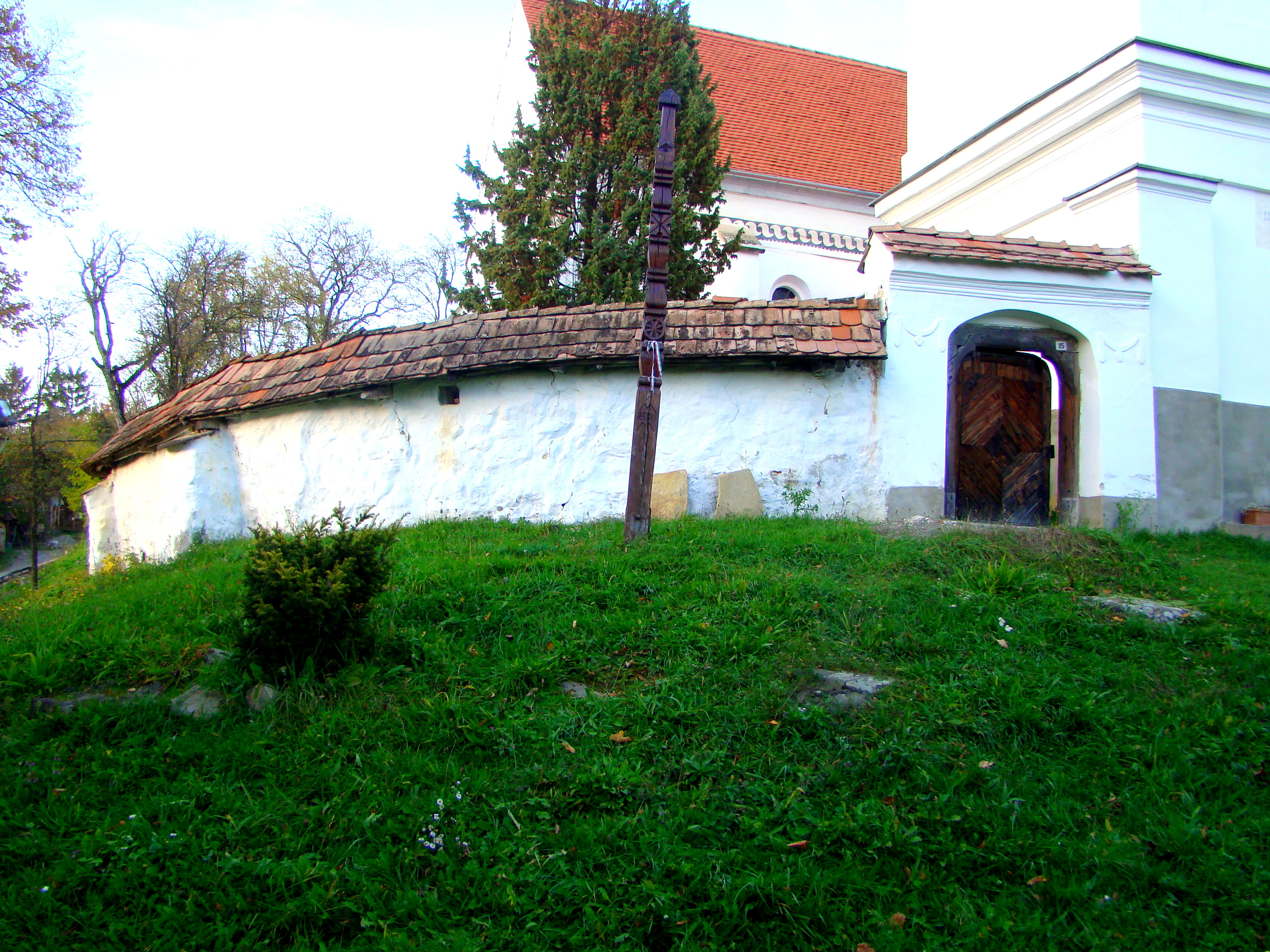

## Imagini din interior

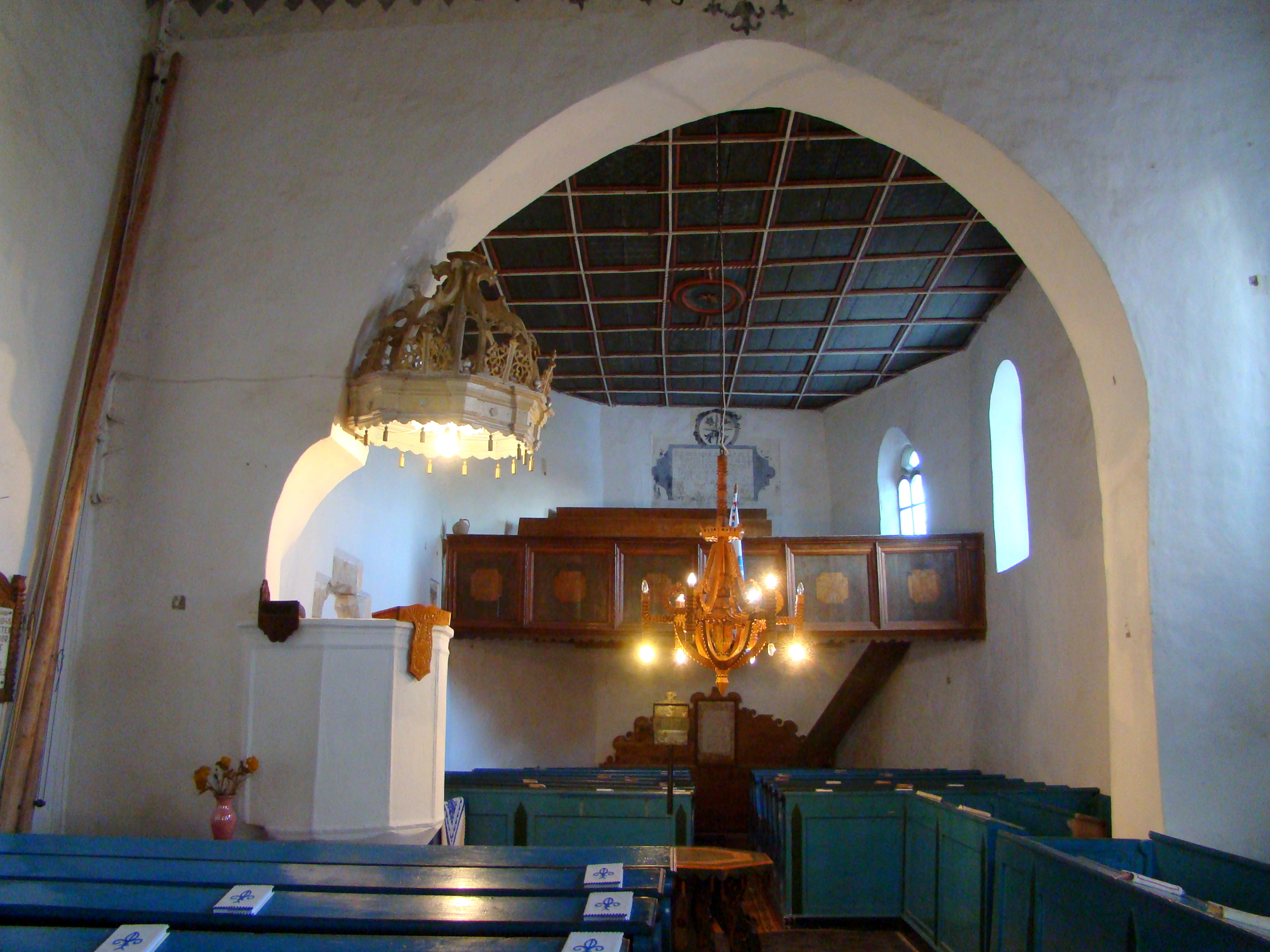
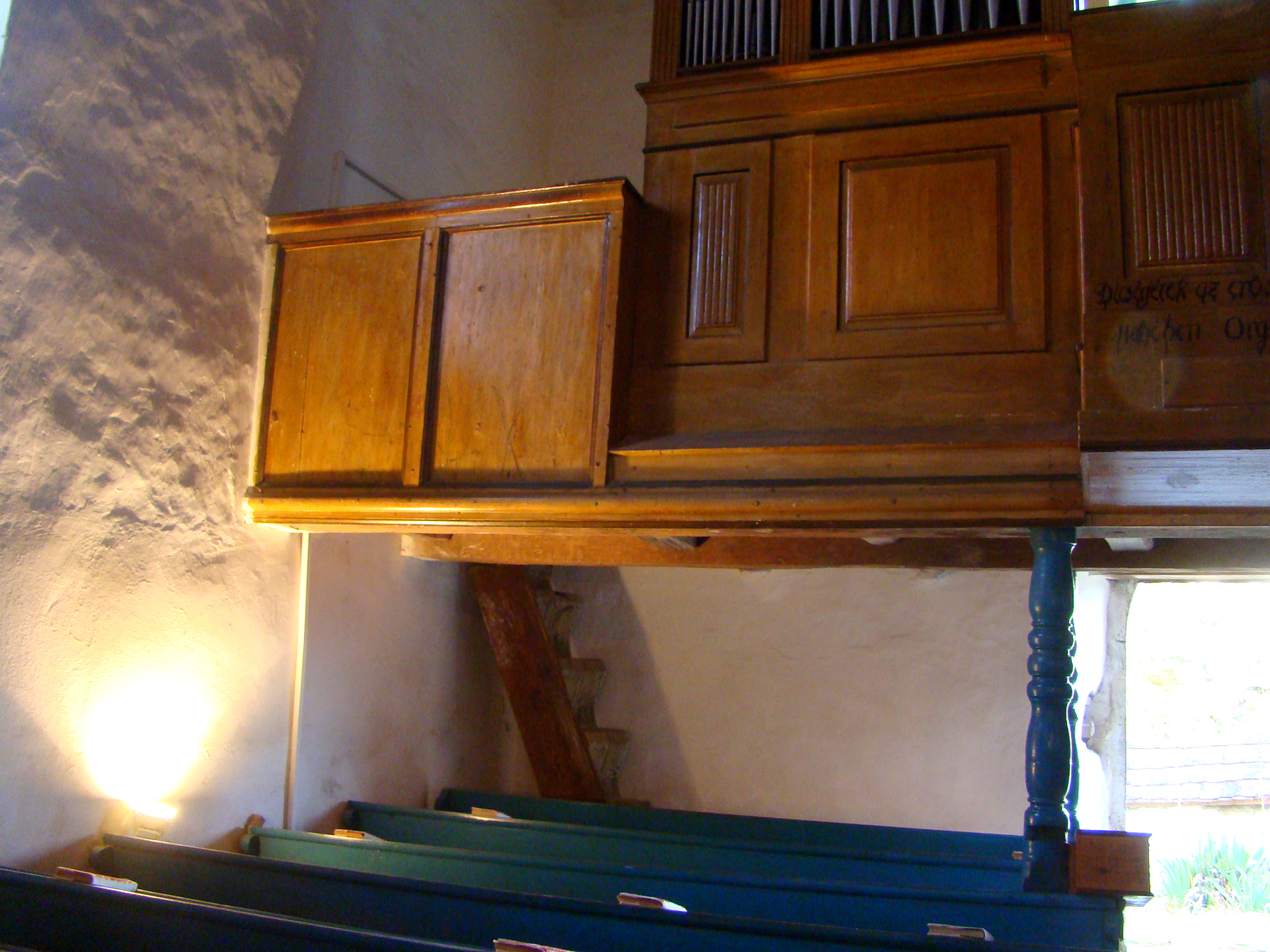
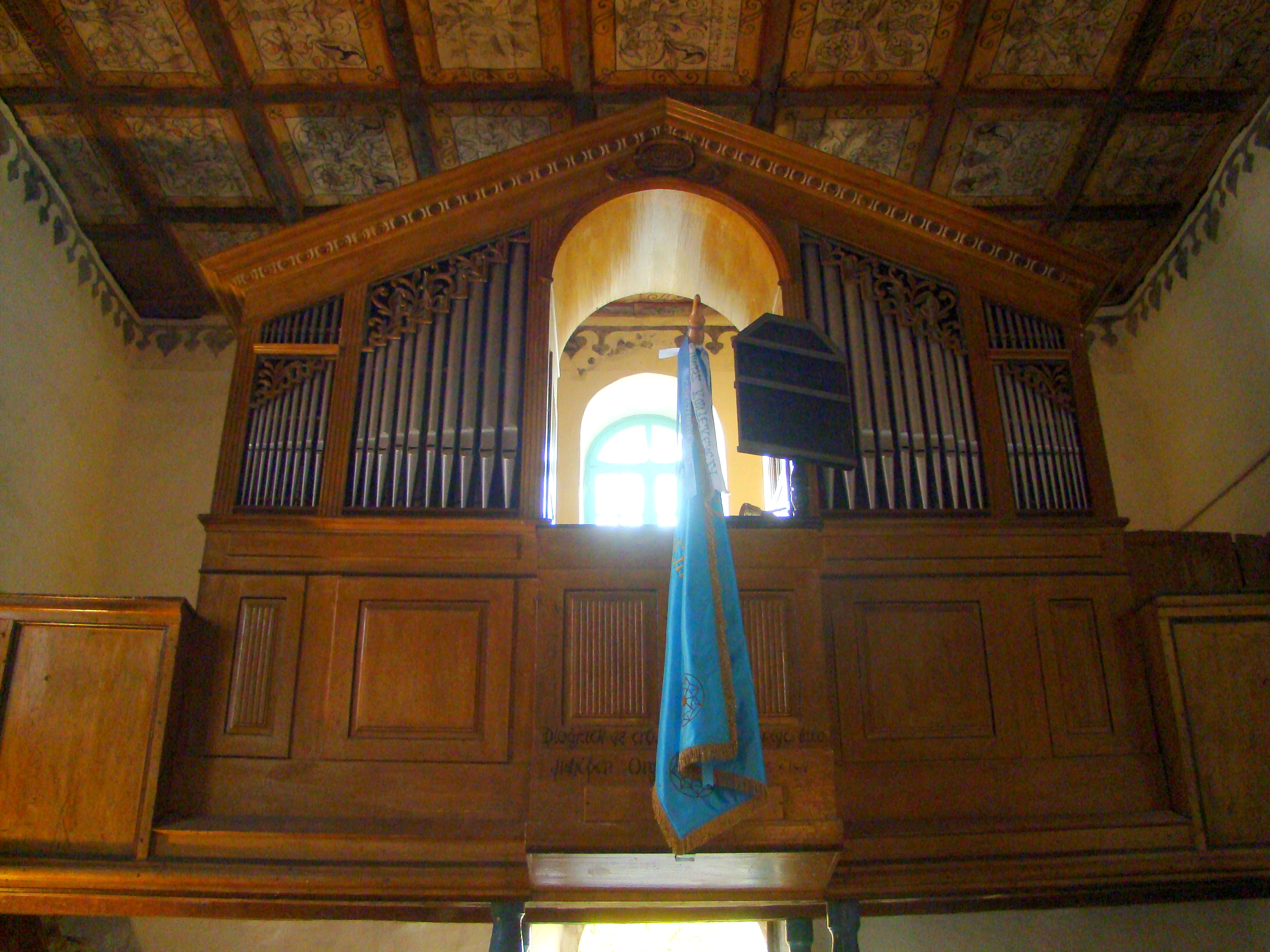
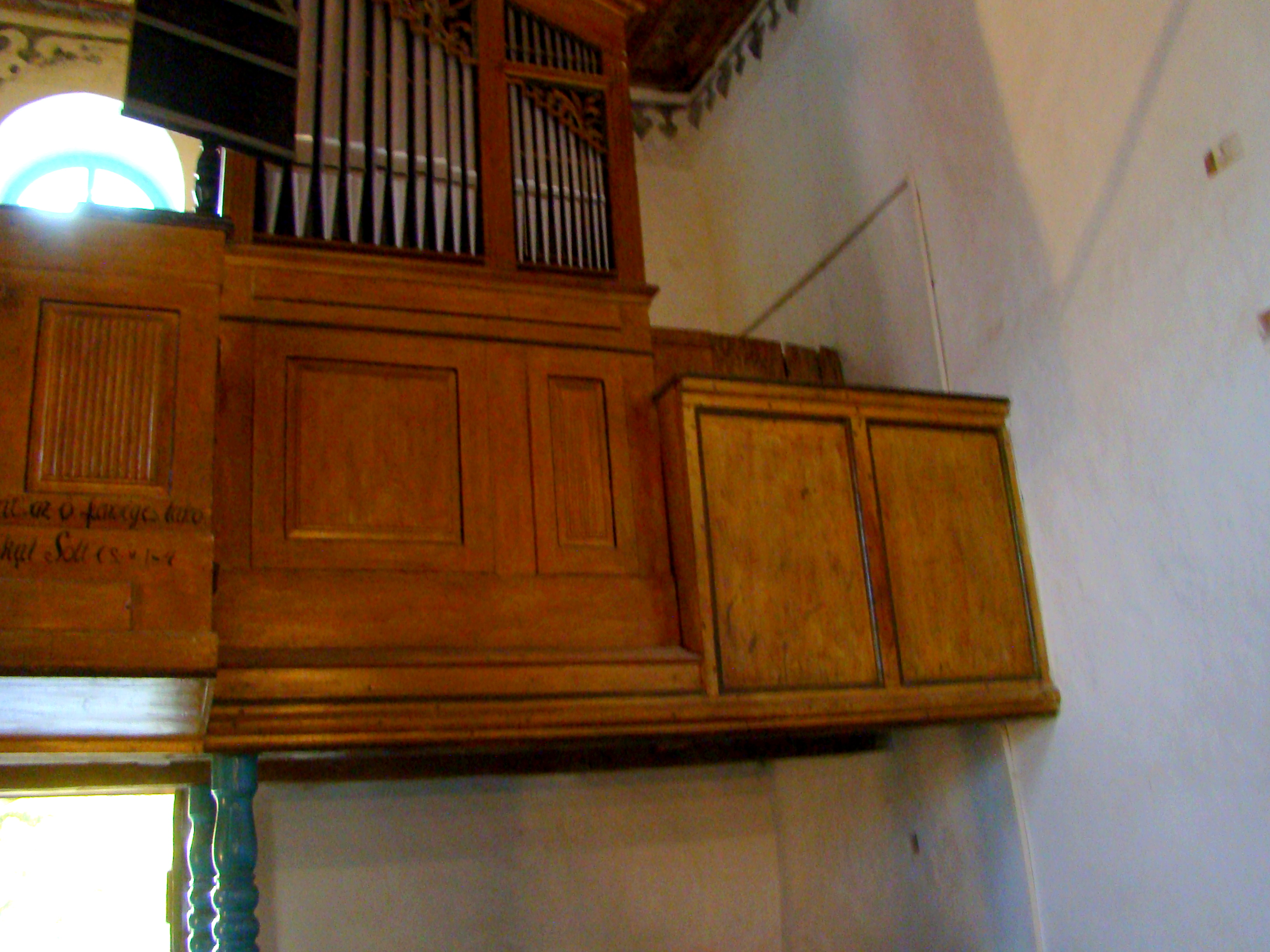
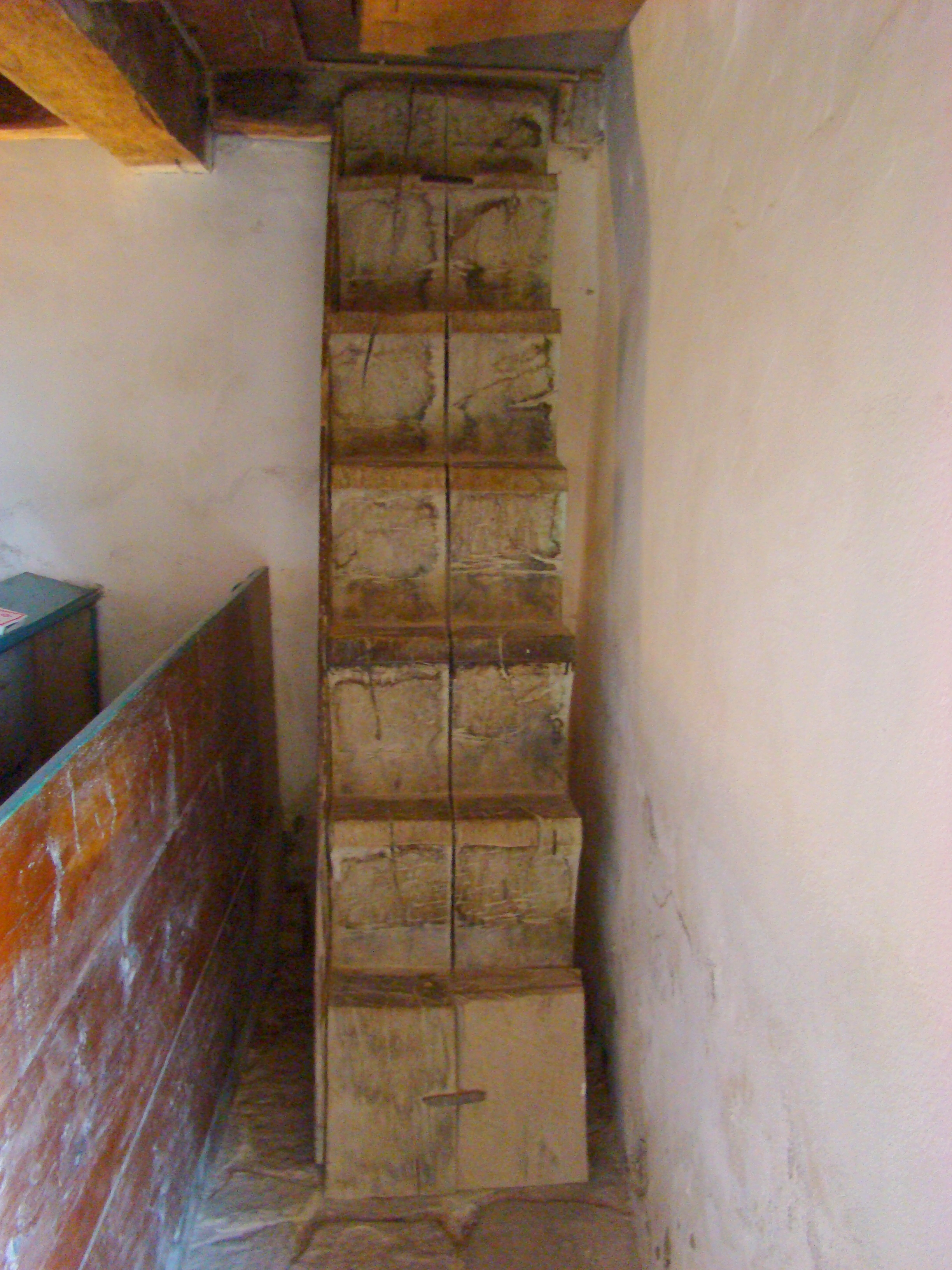
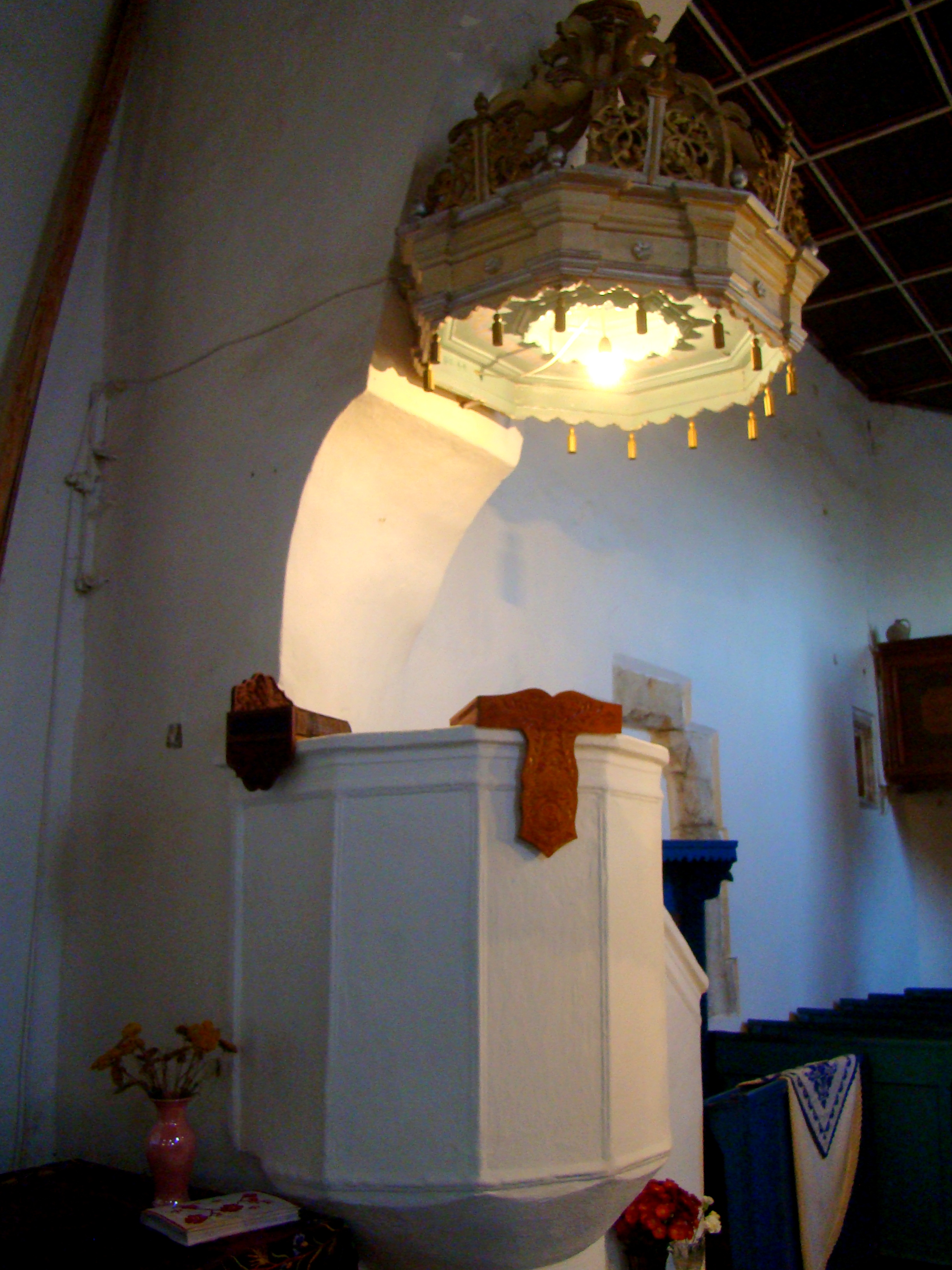
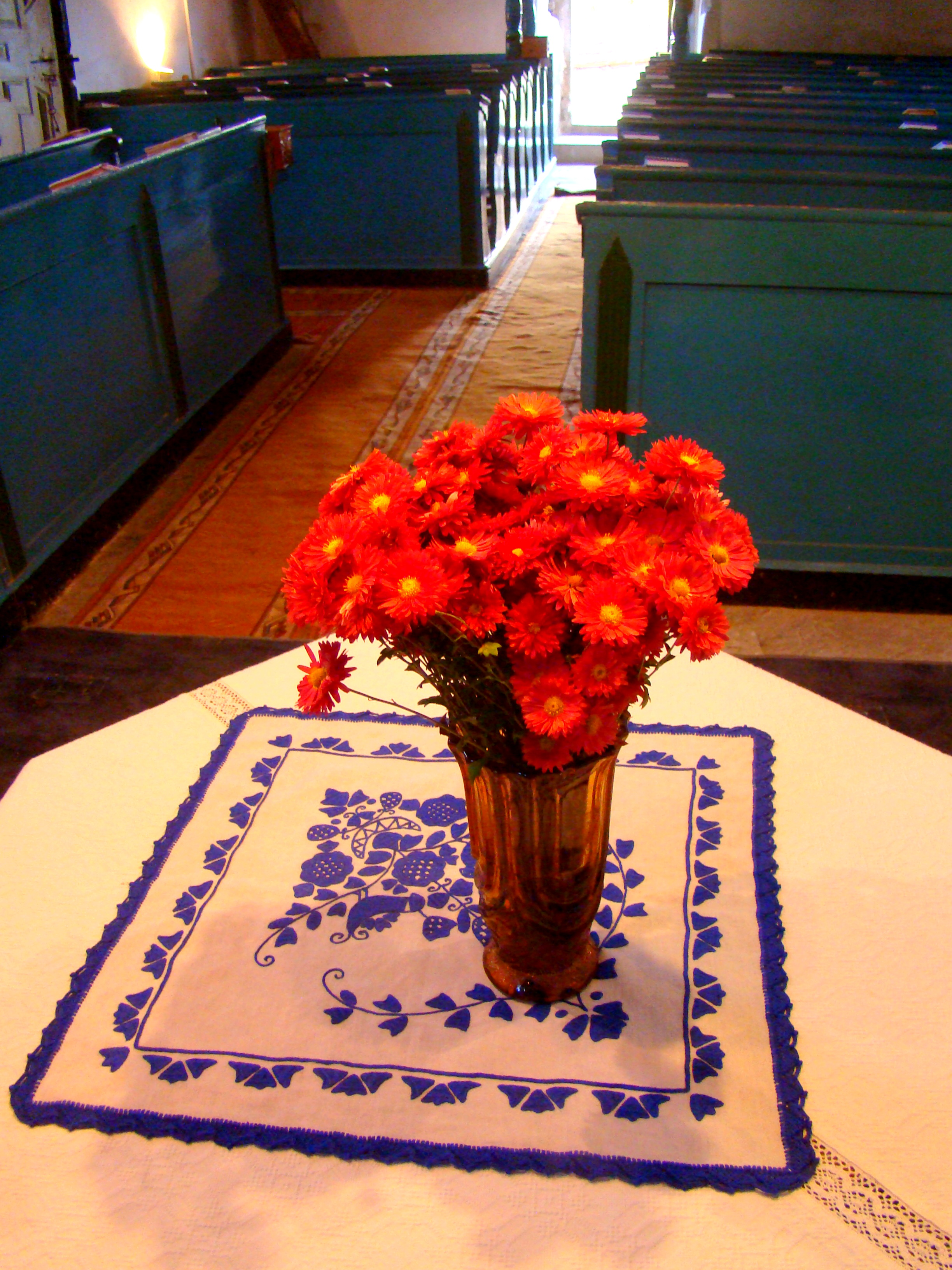
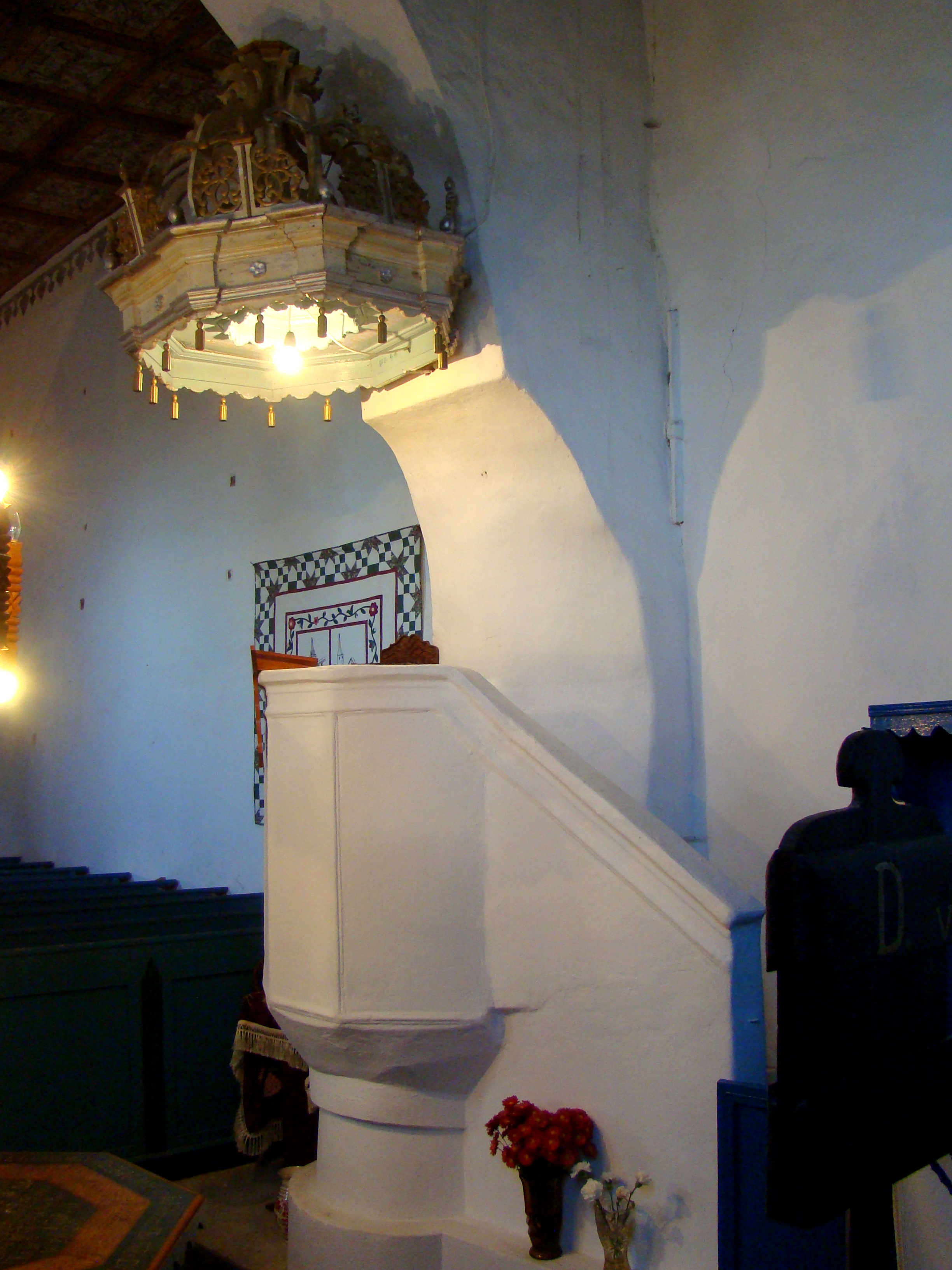
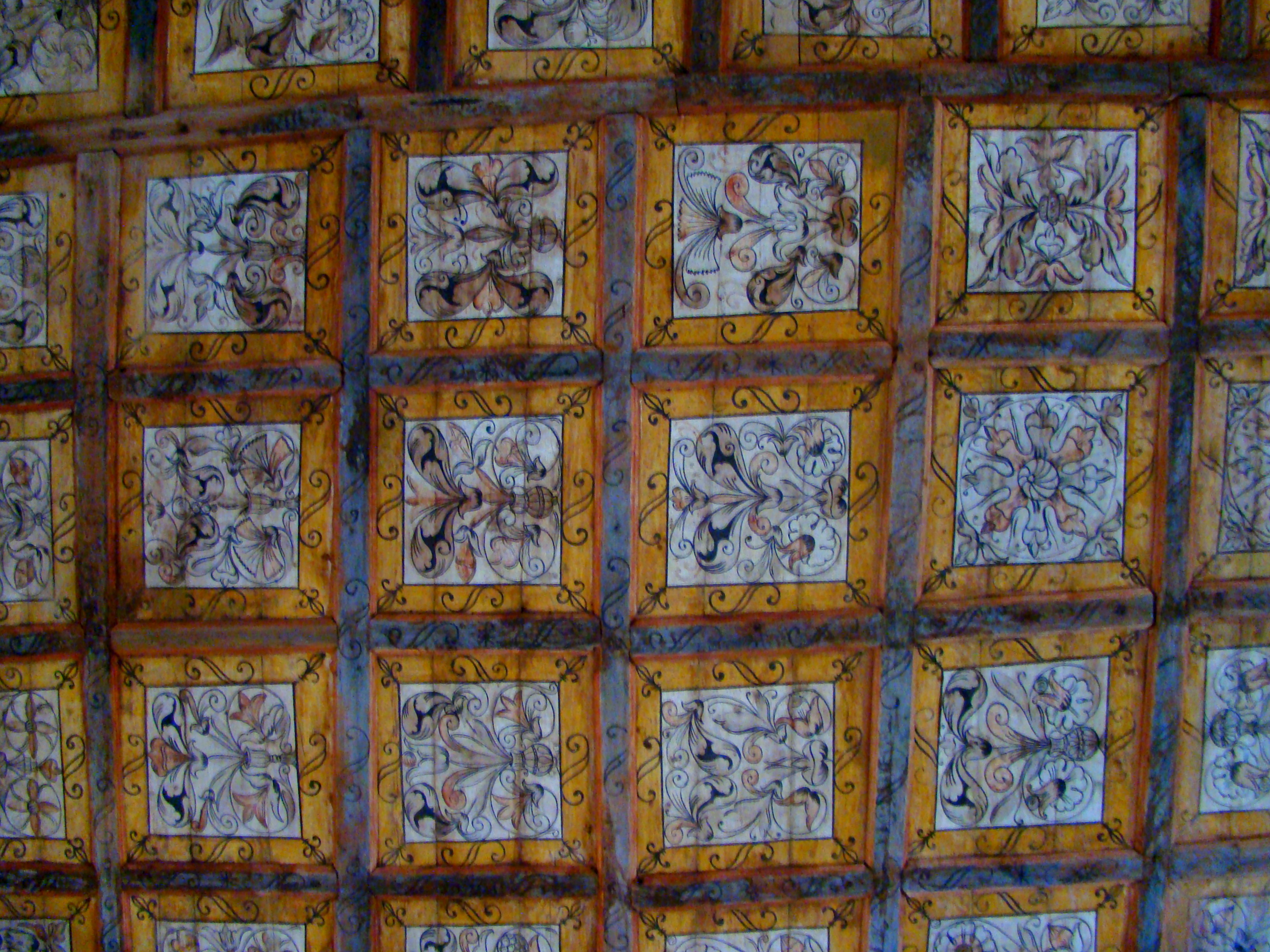
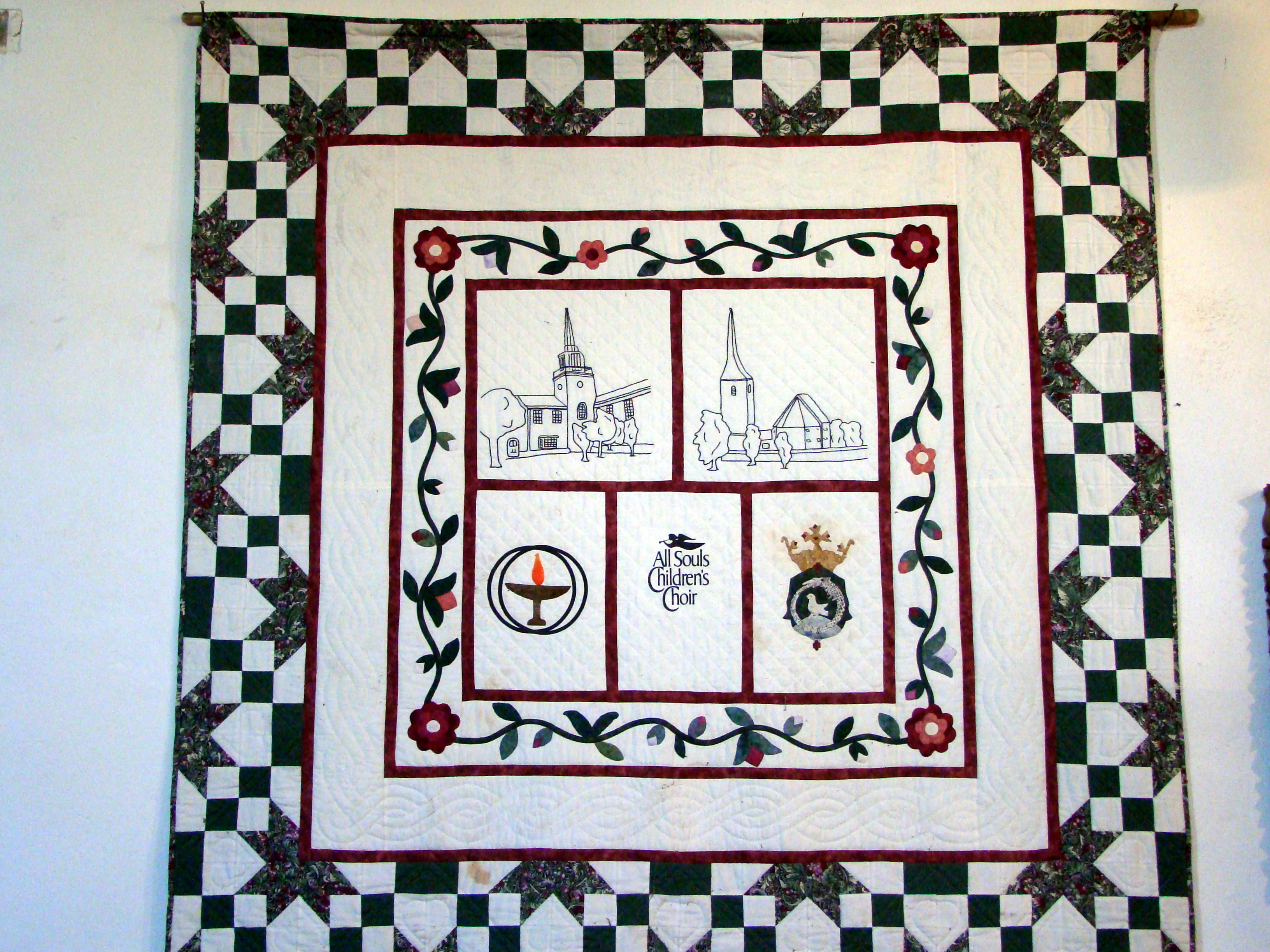
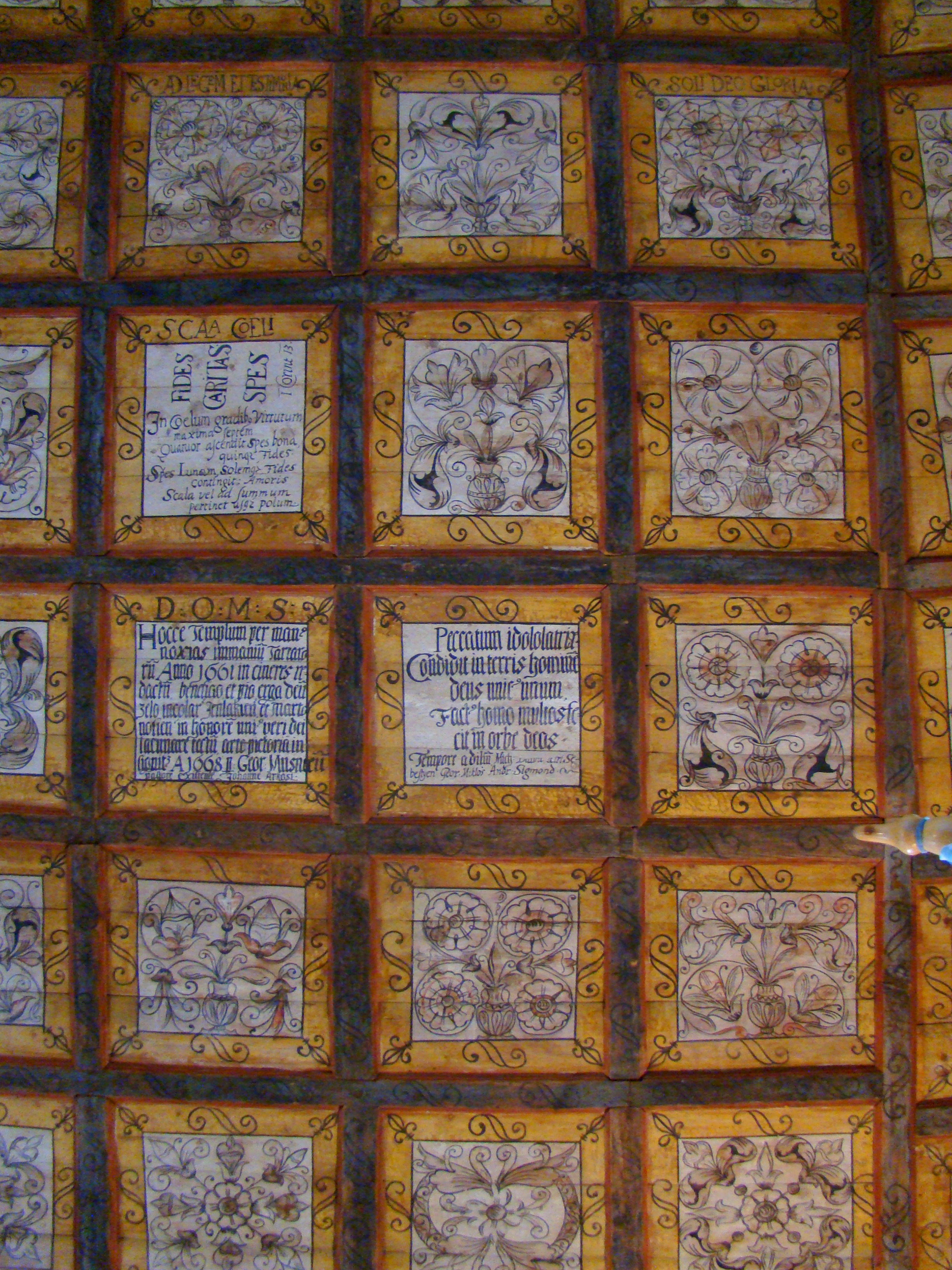
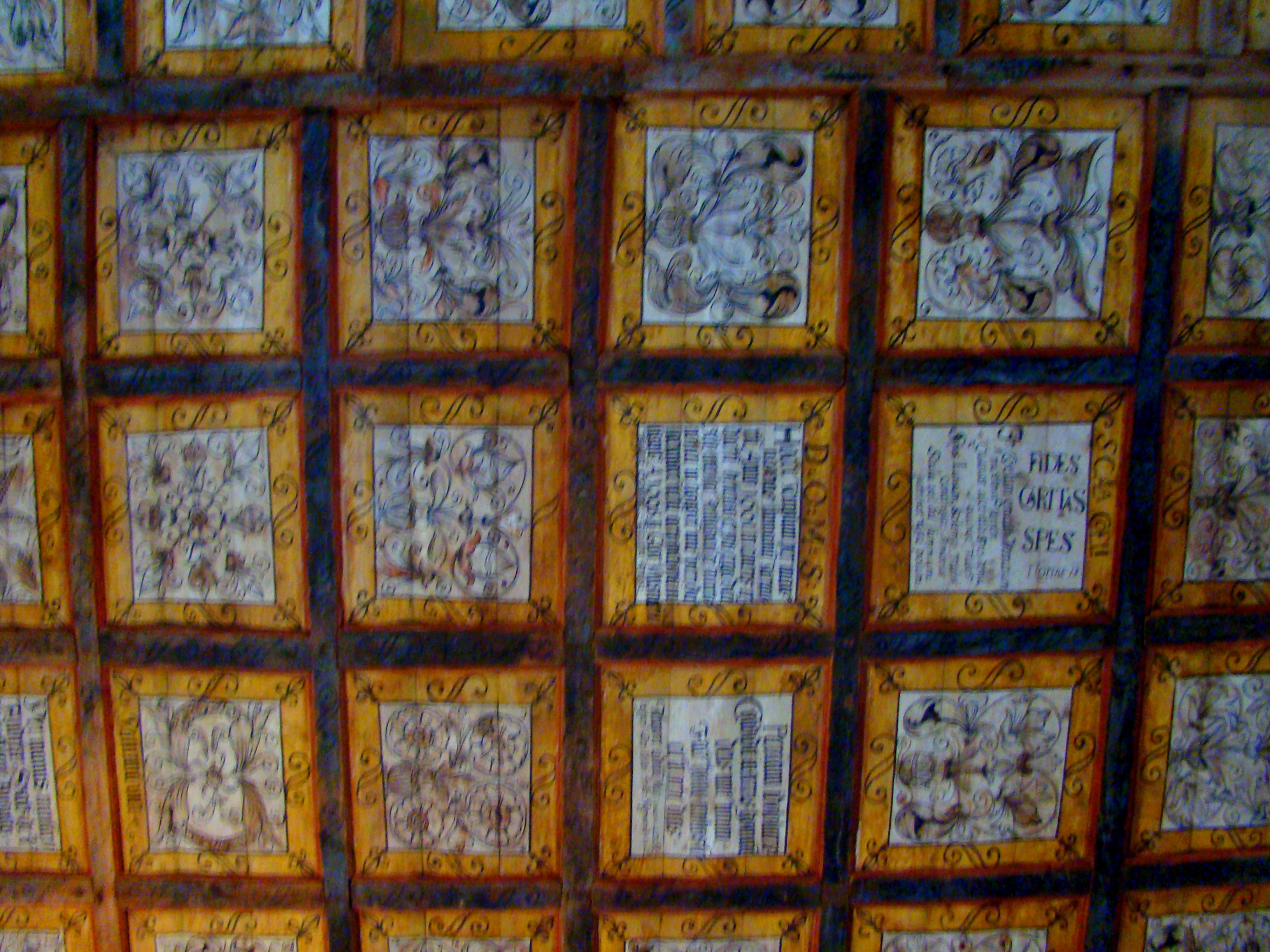
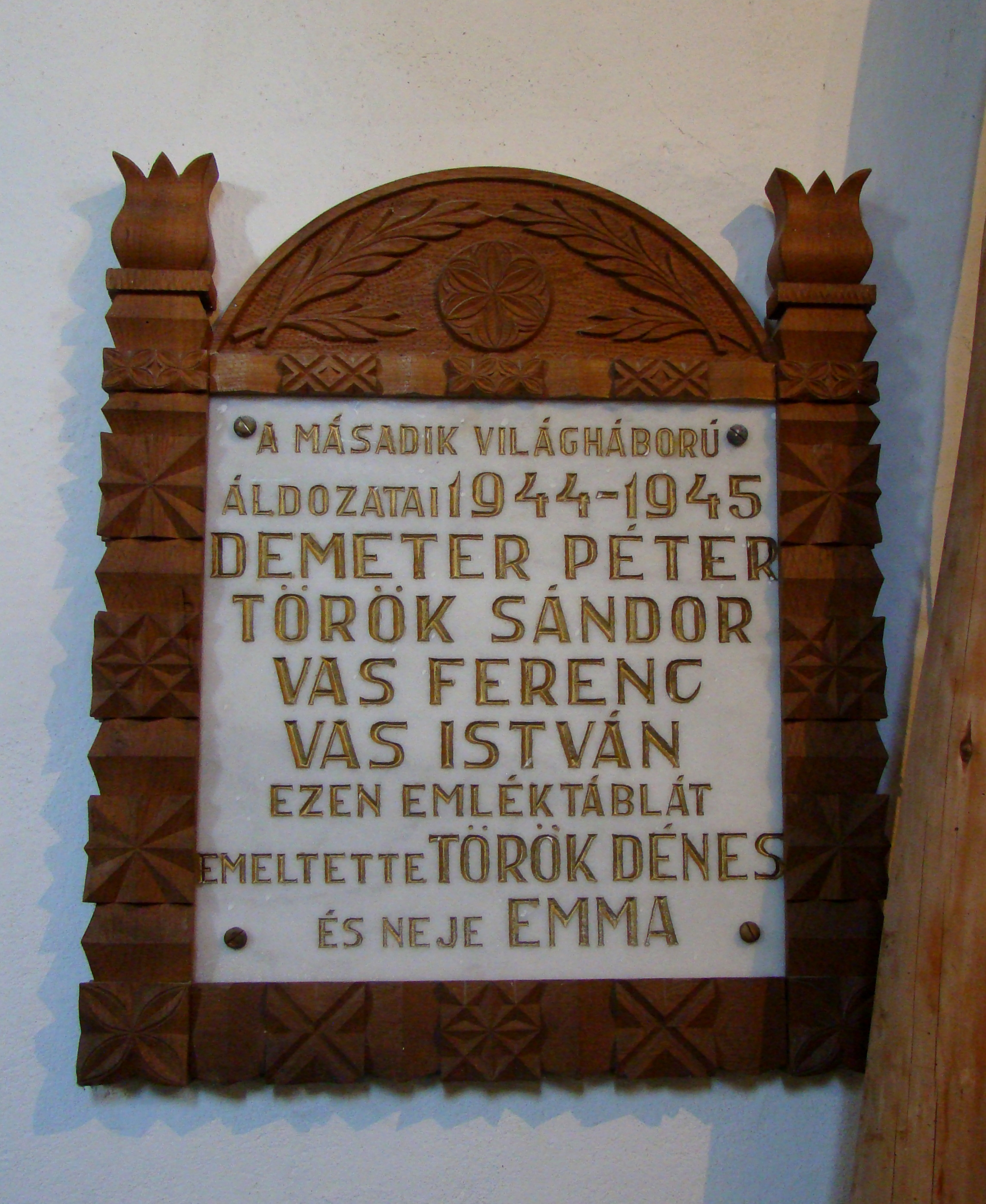
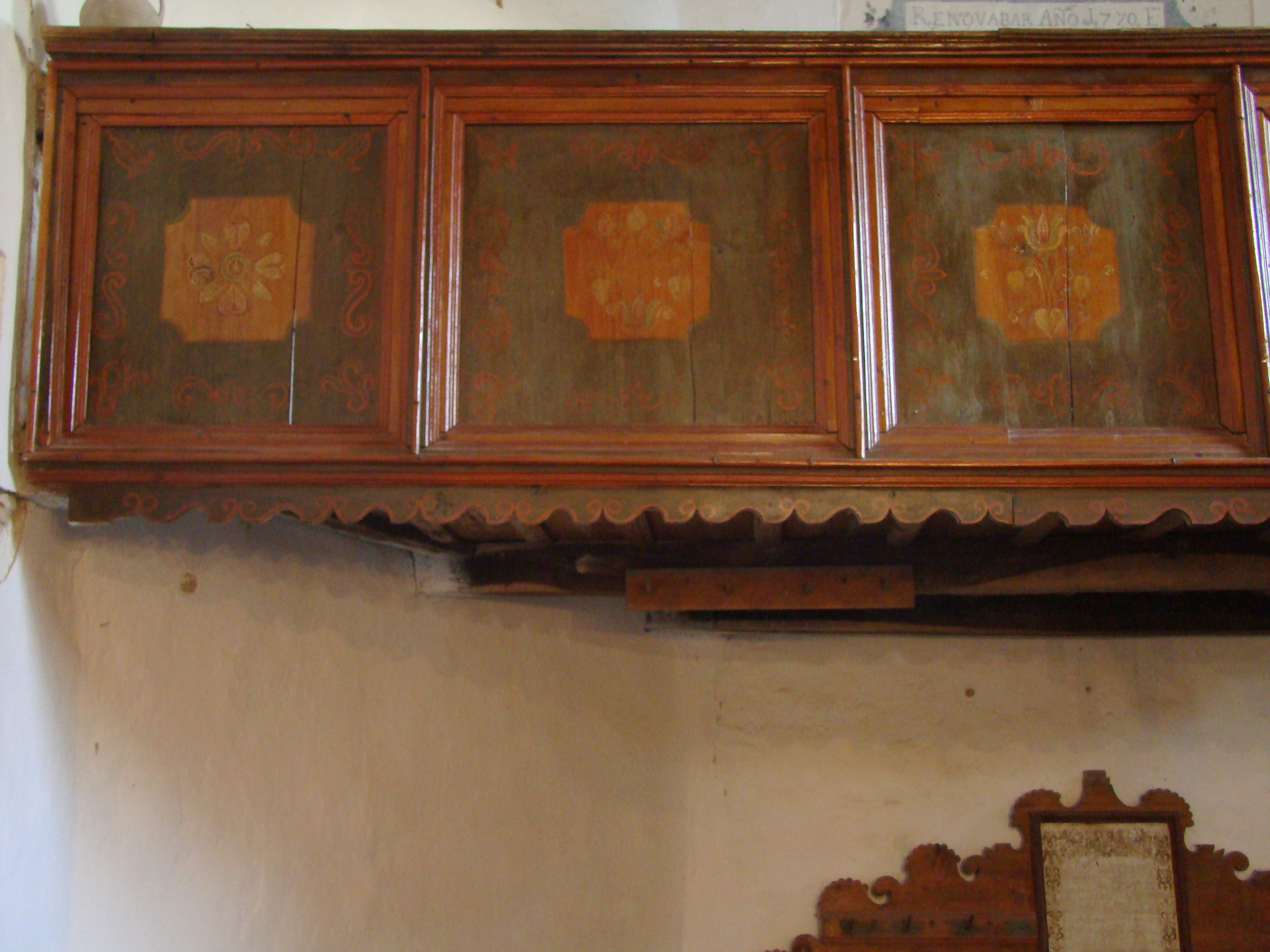
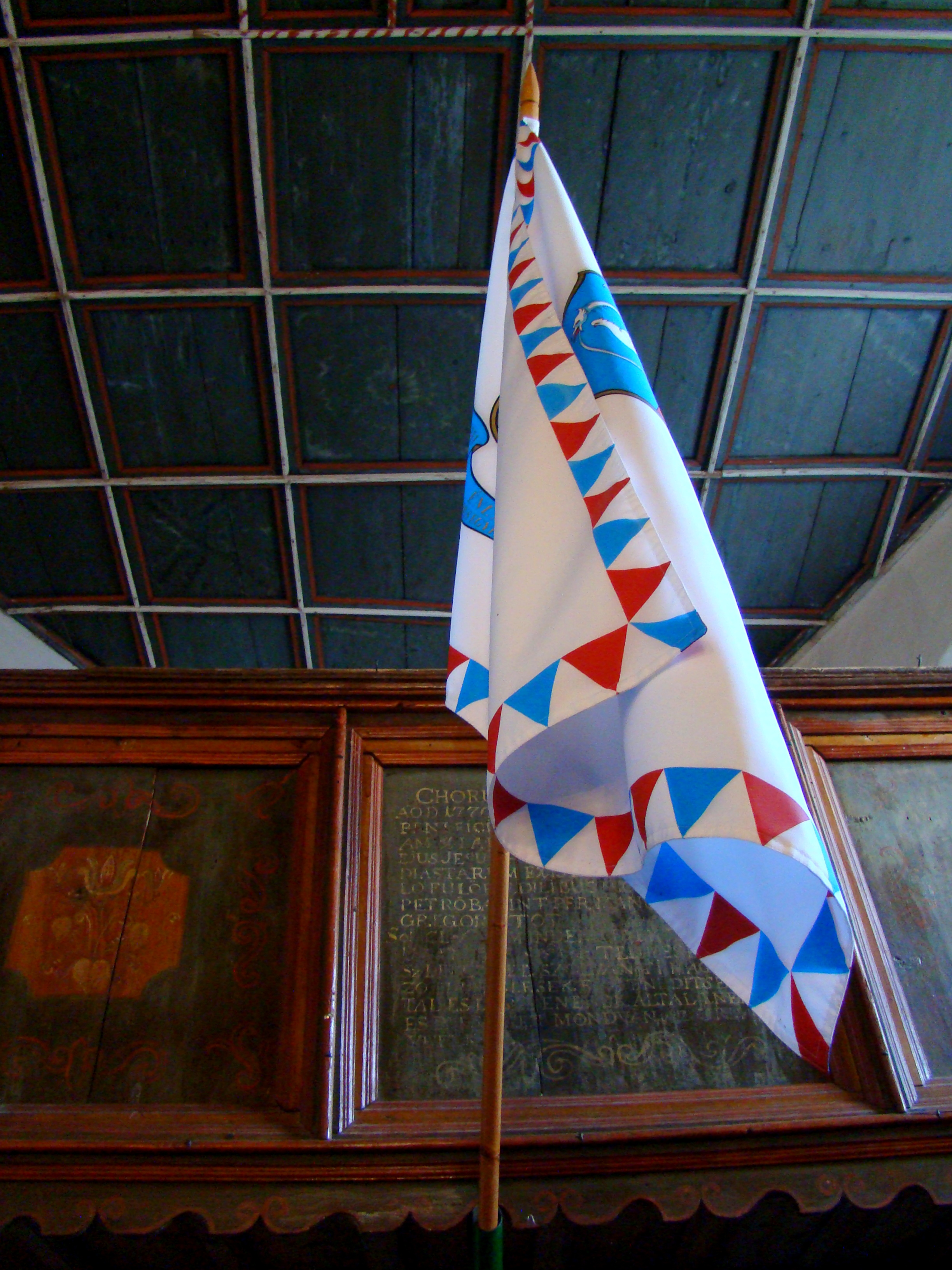
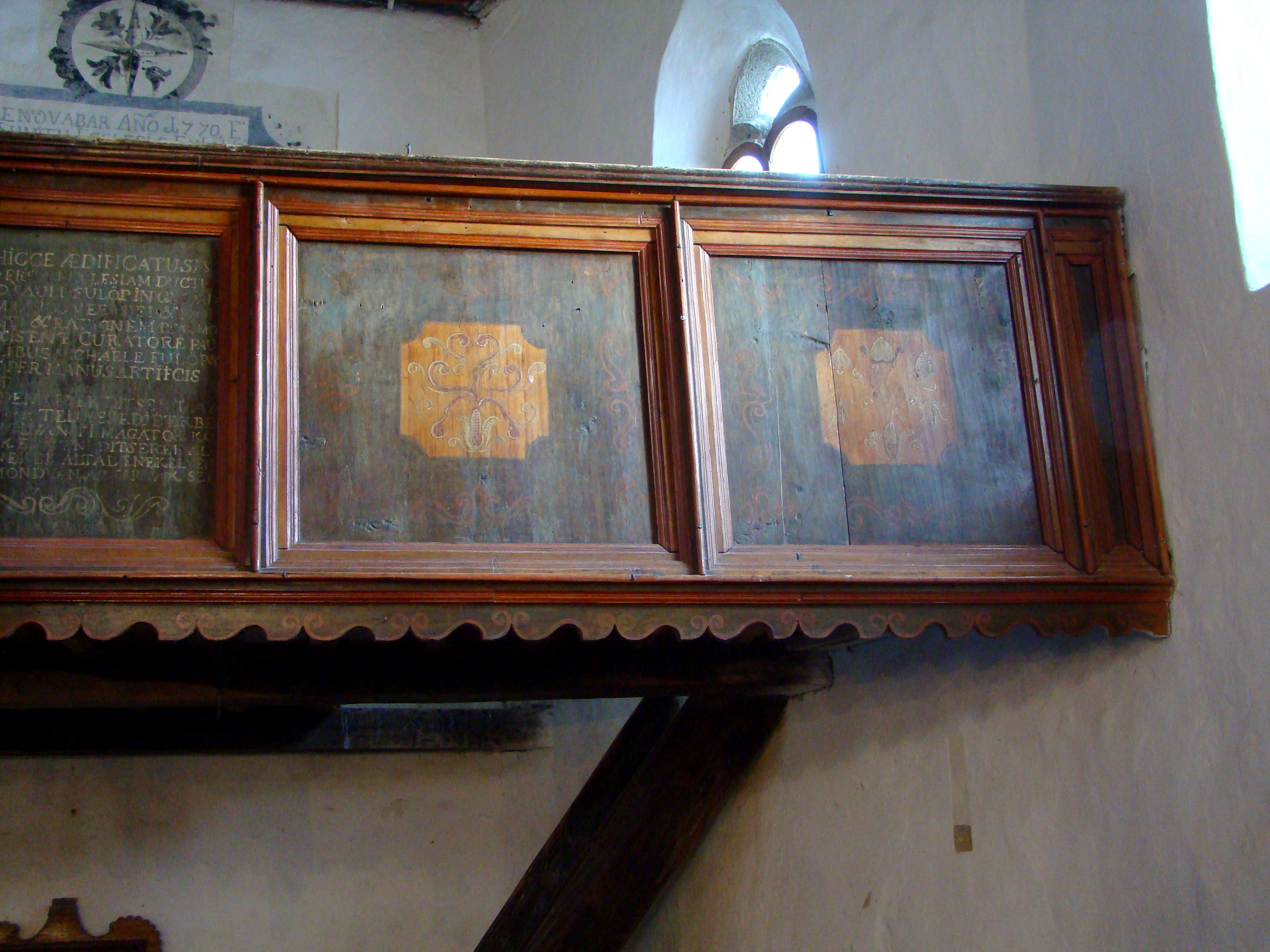
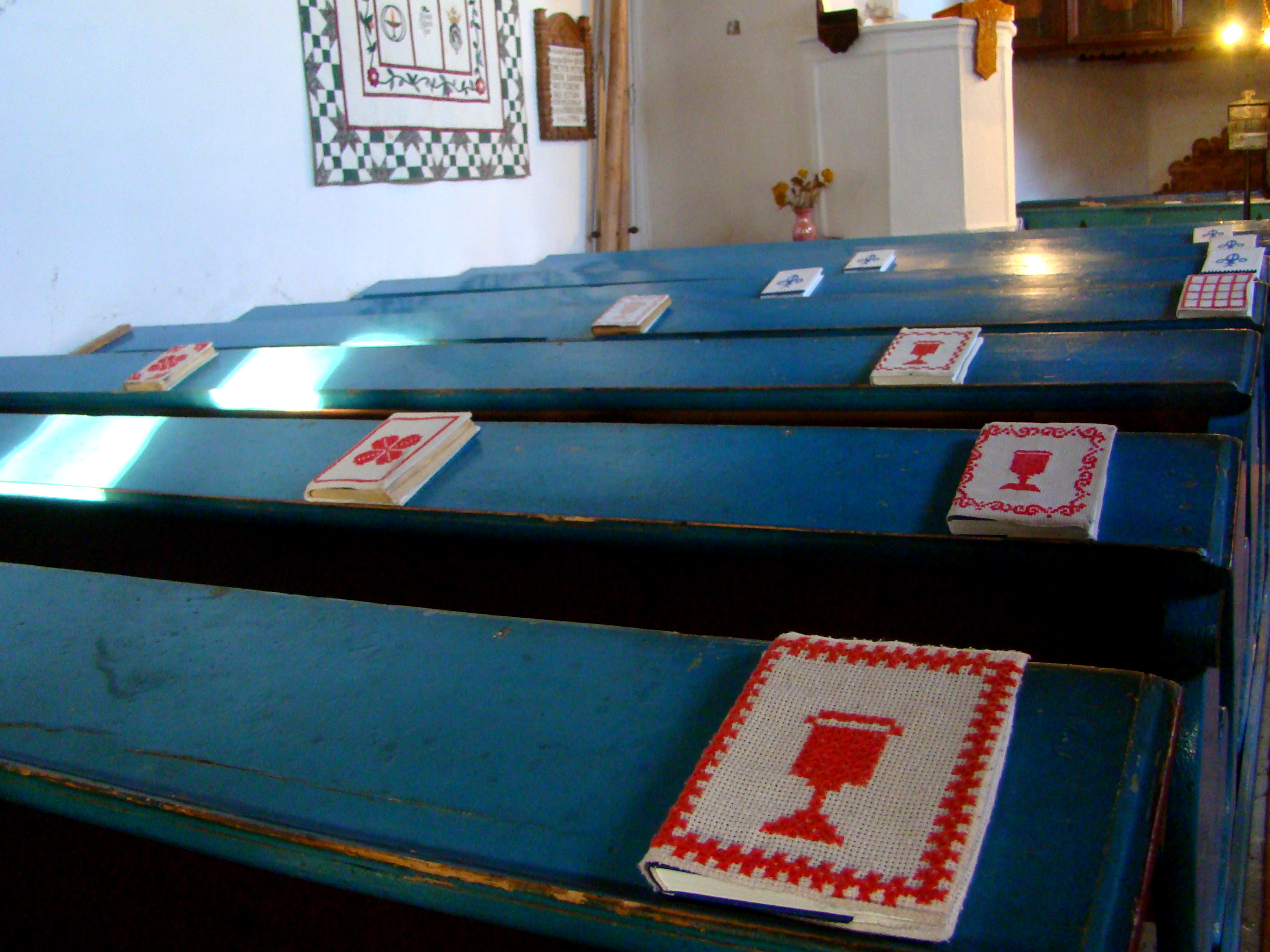
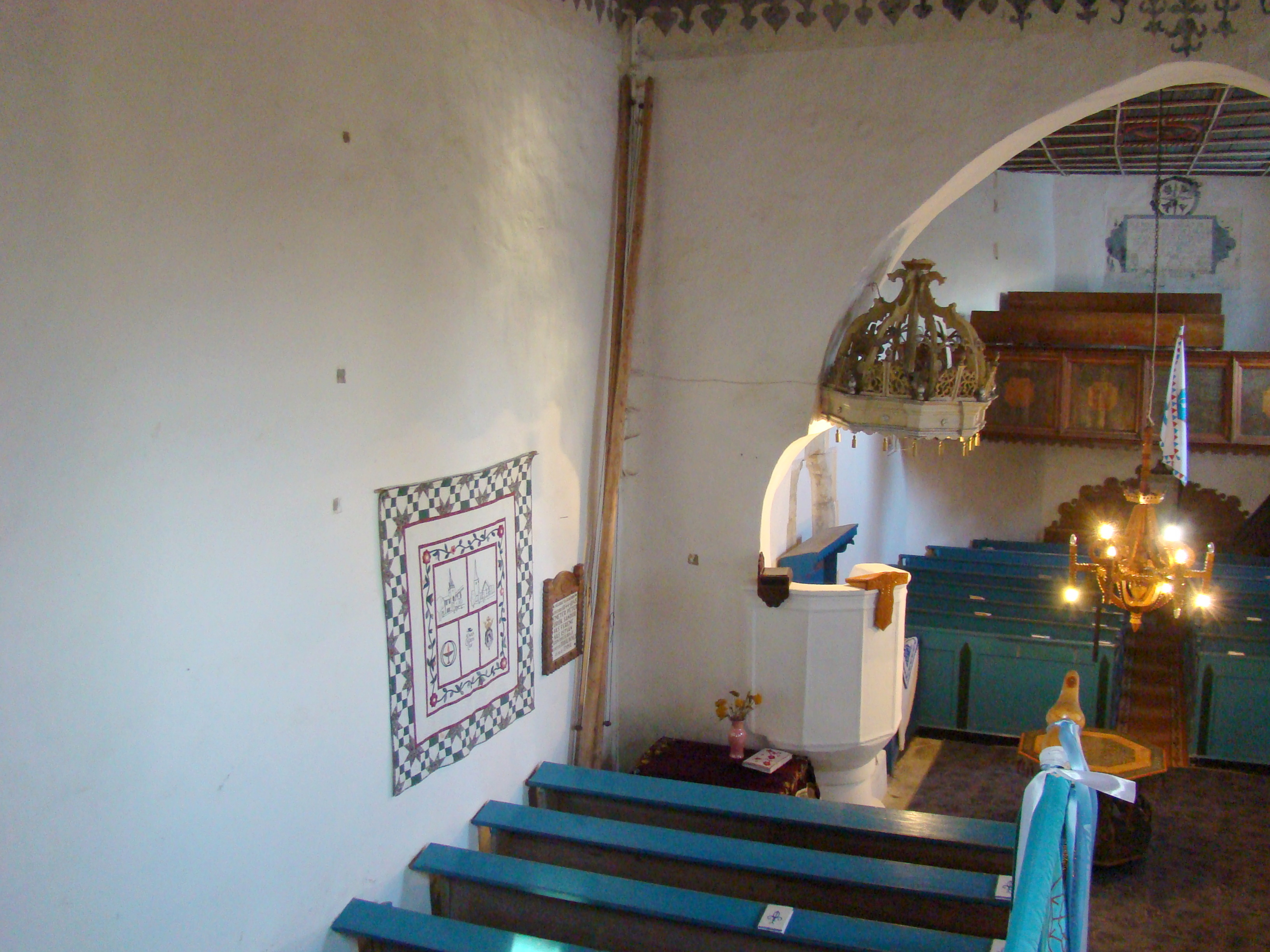
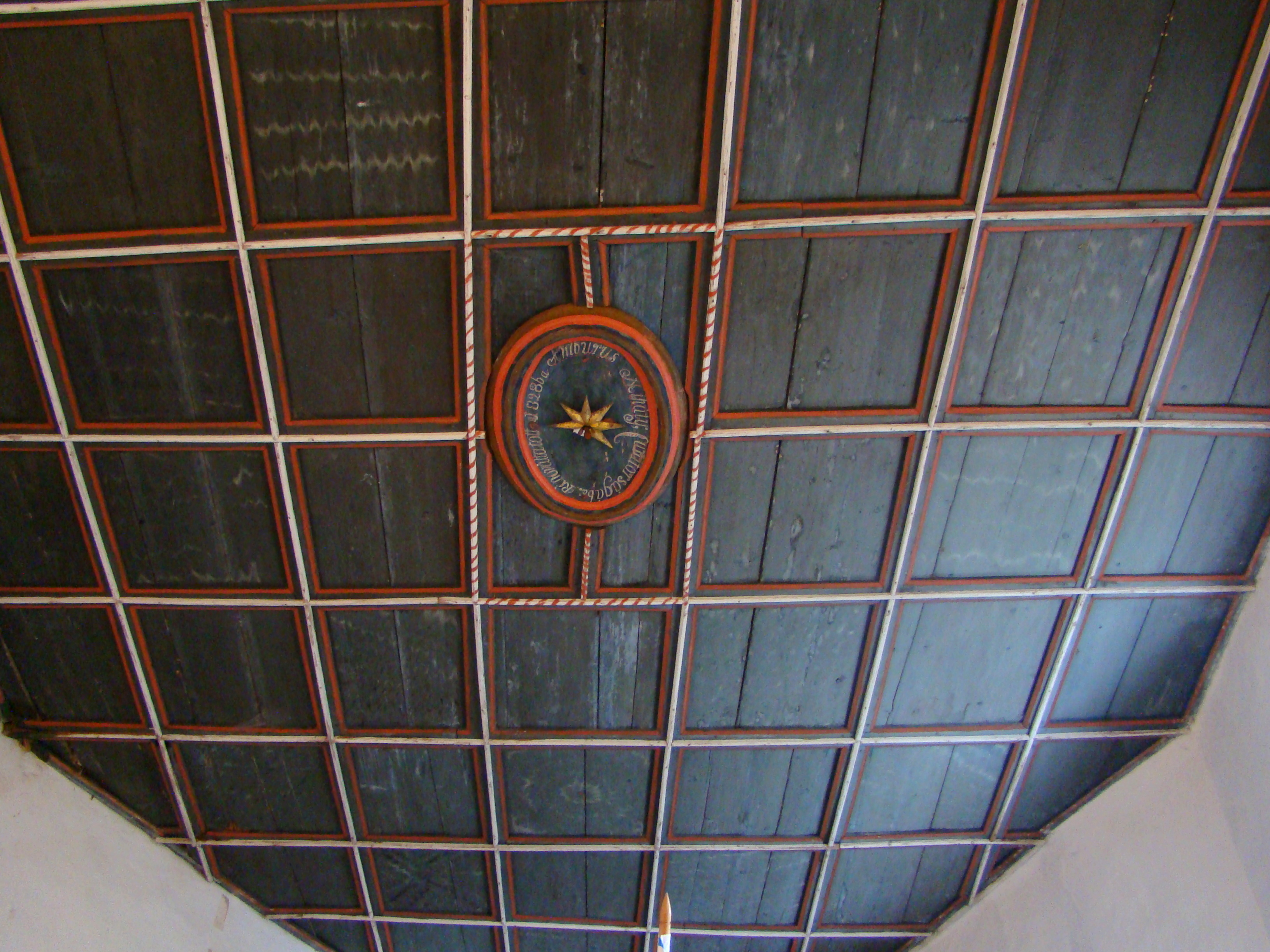
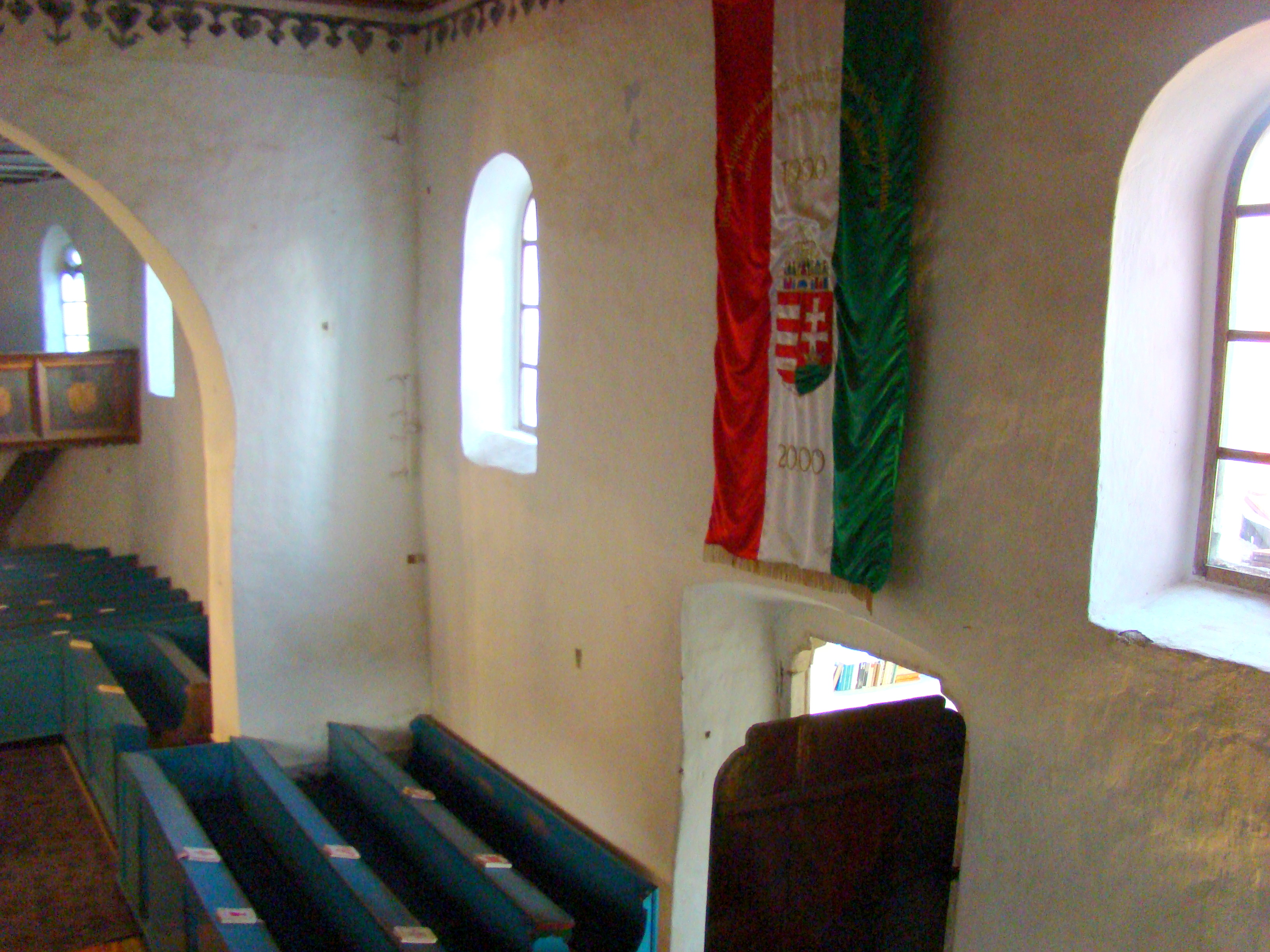
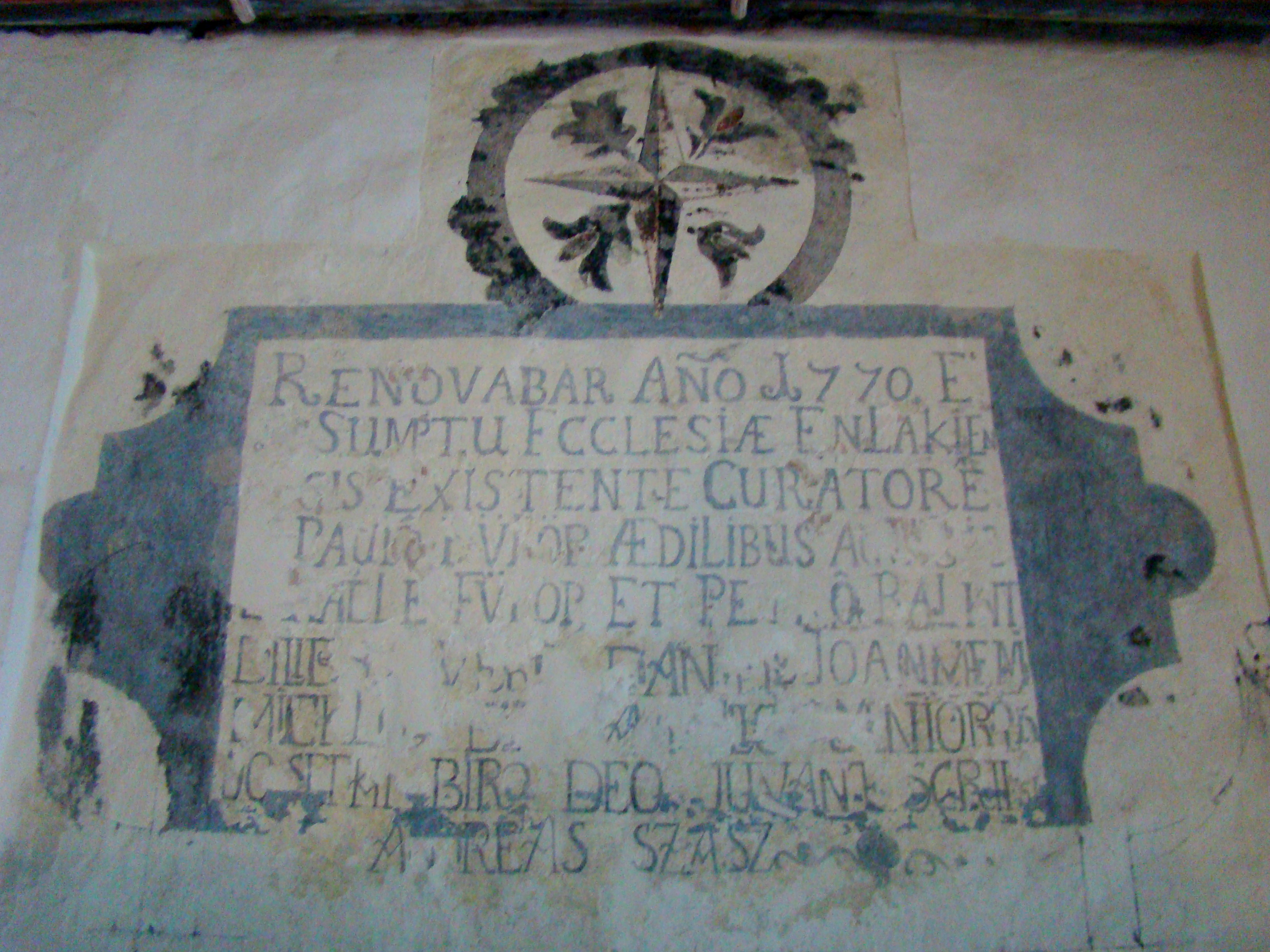
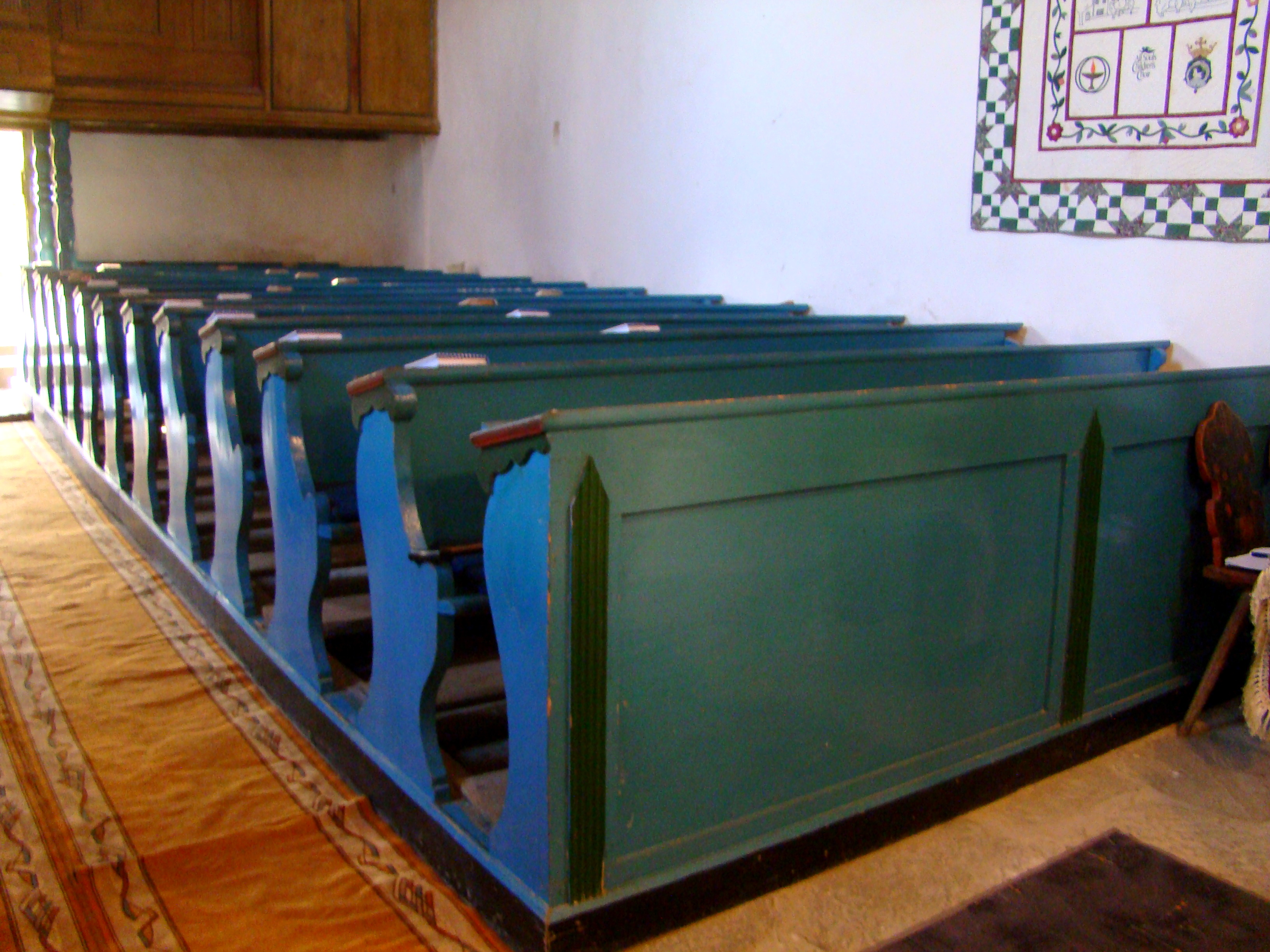
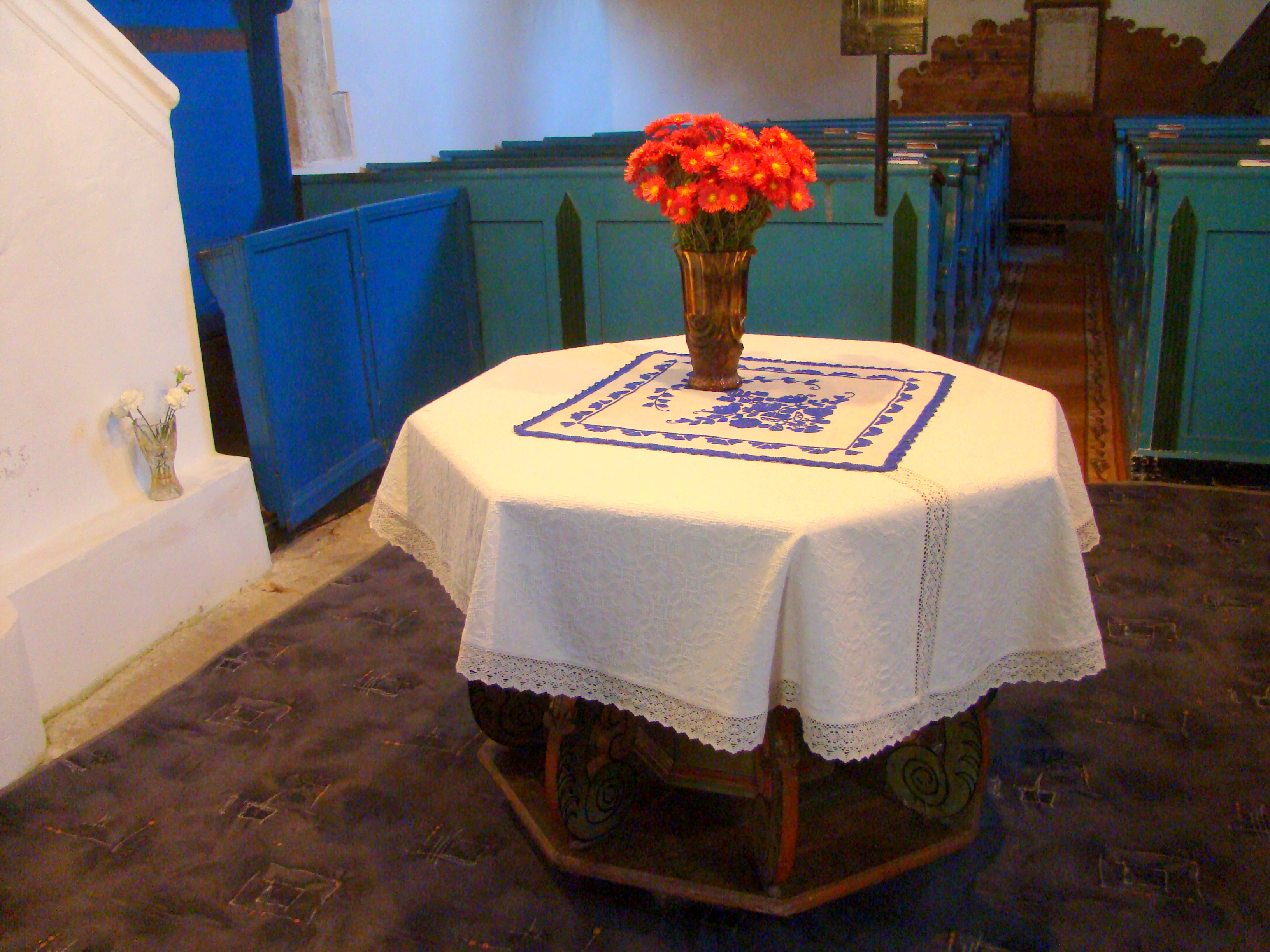
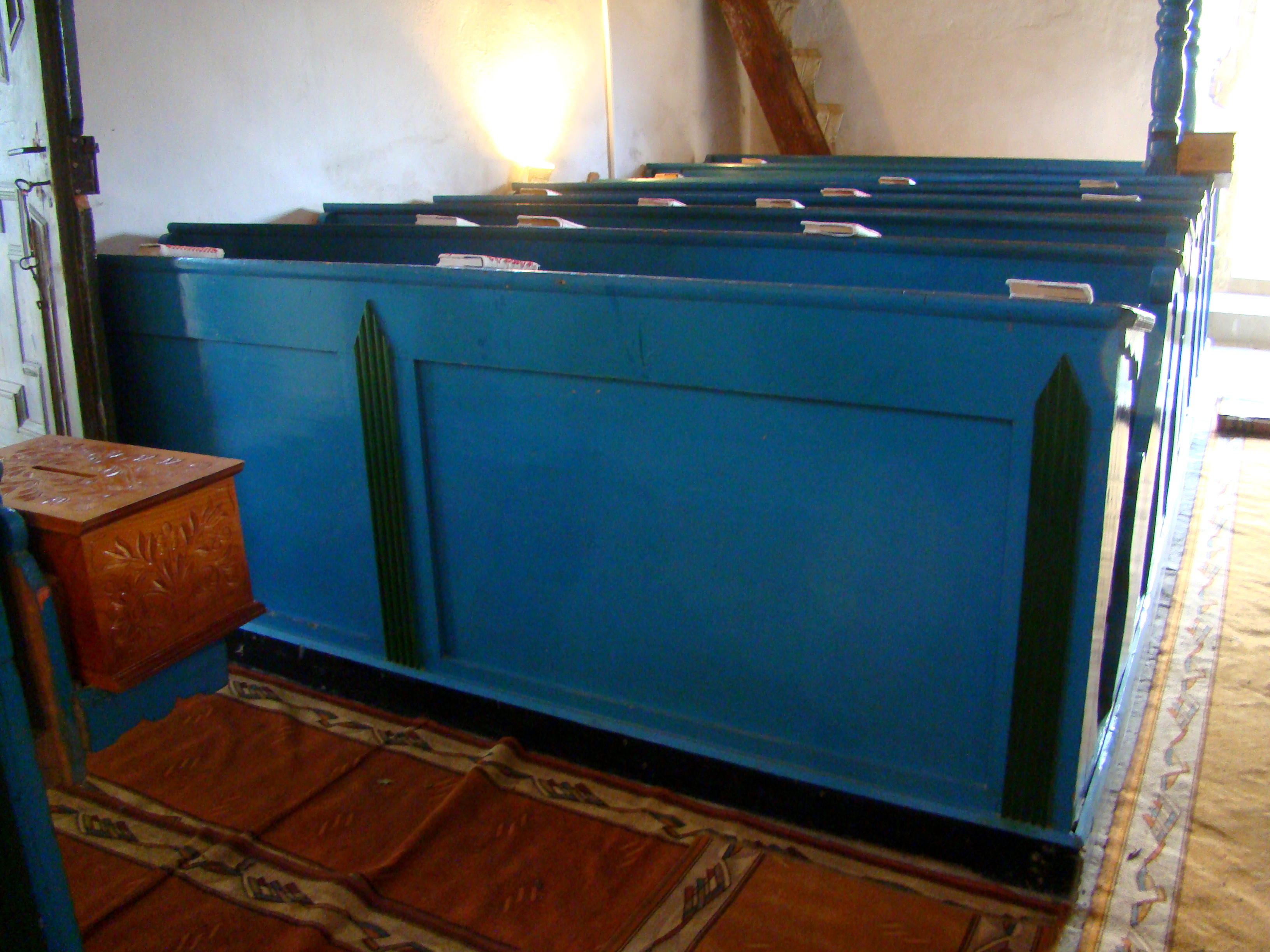
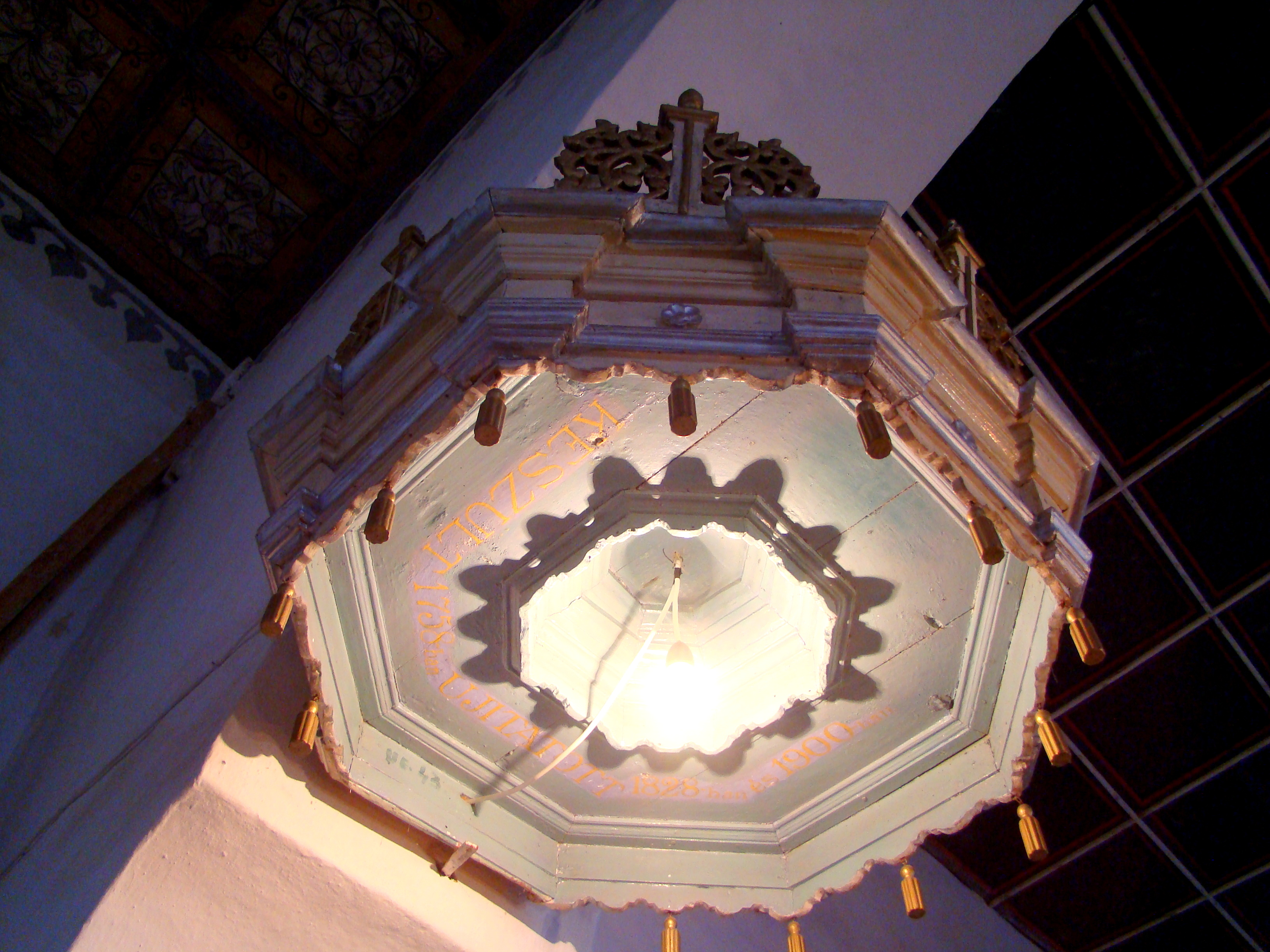
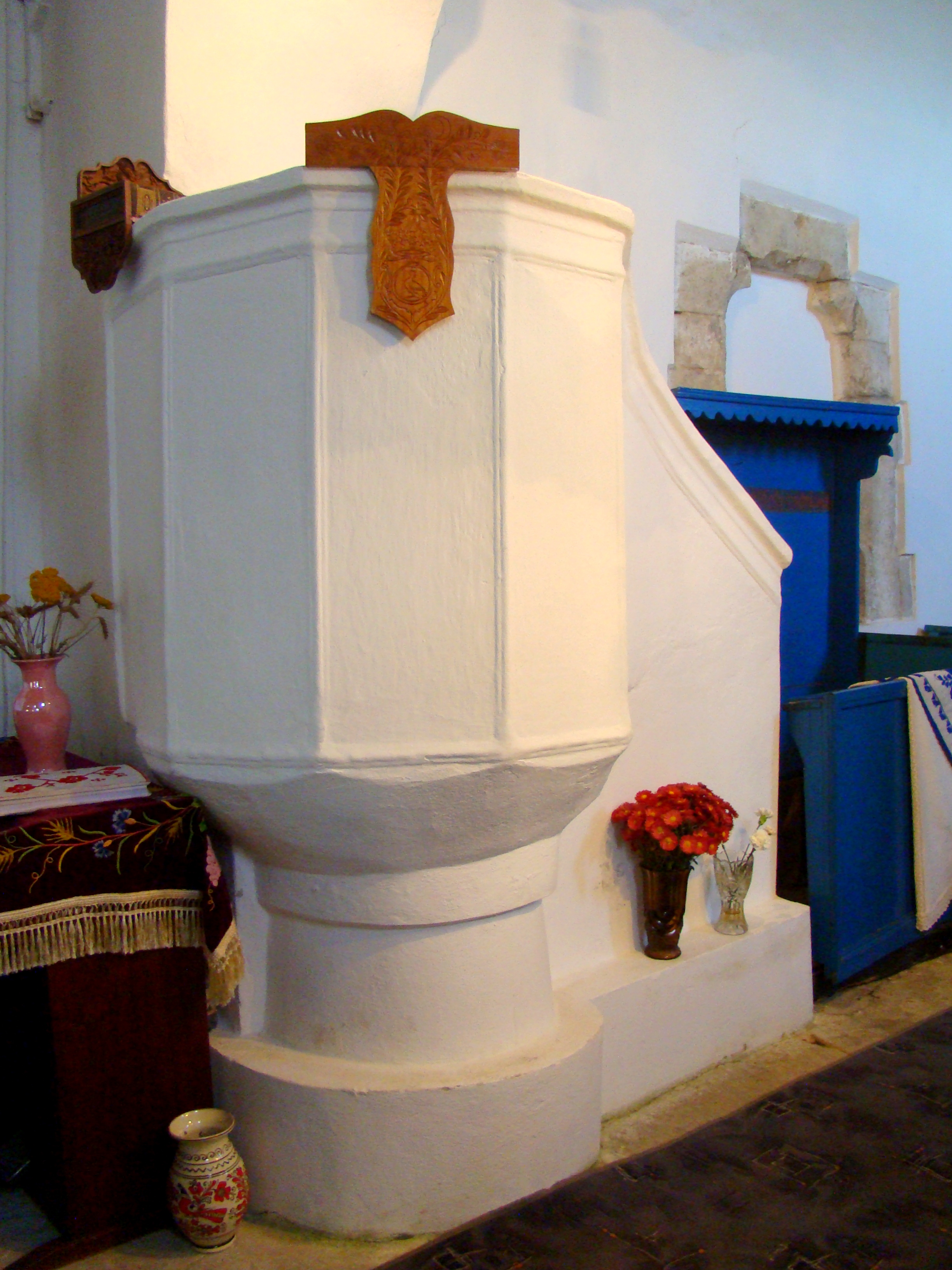
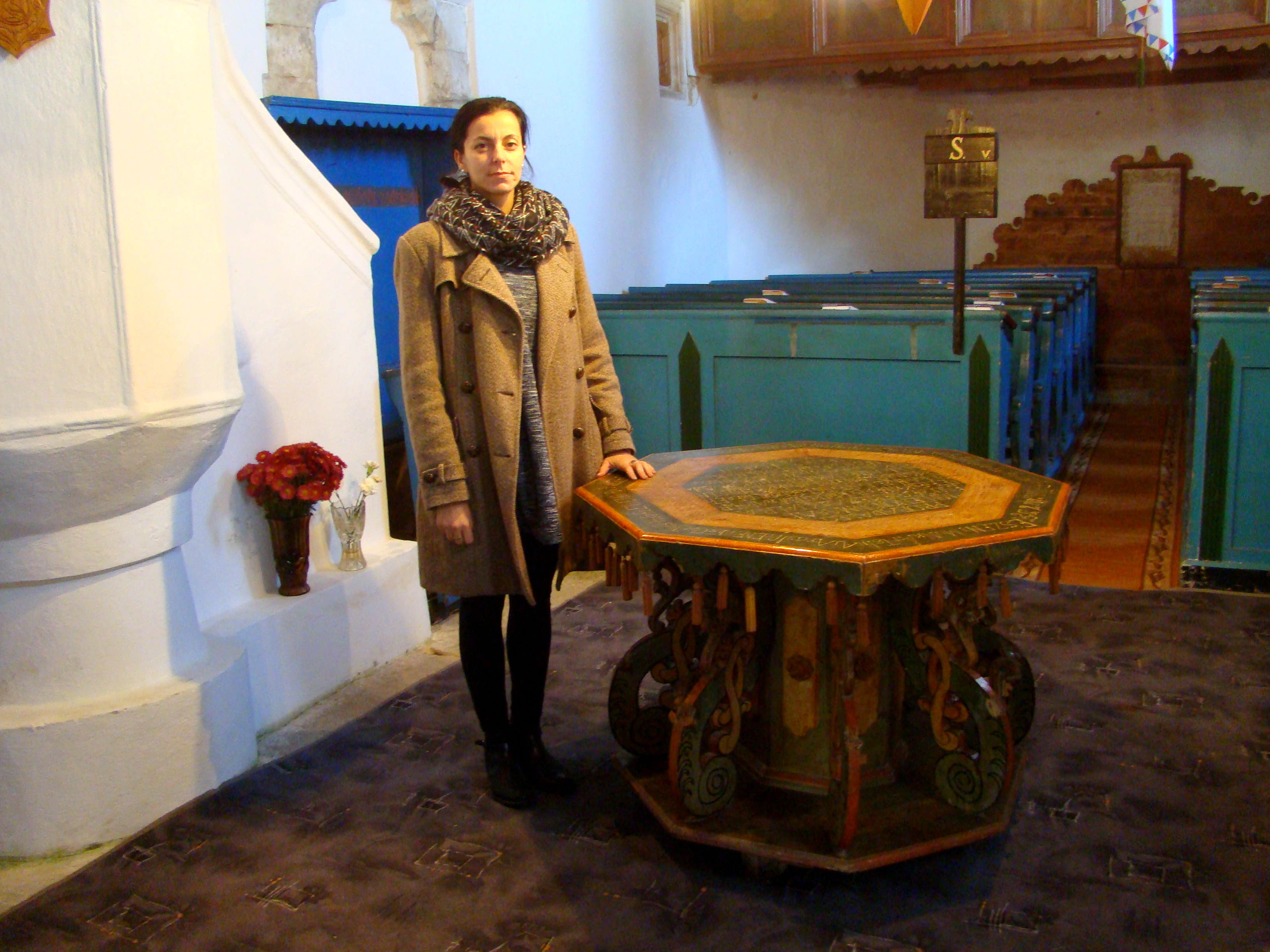
Pastorul unitarian din satul Inlăceni: Timea Mátéfi
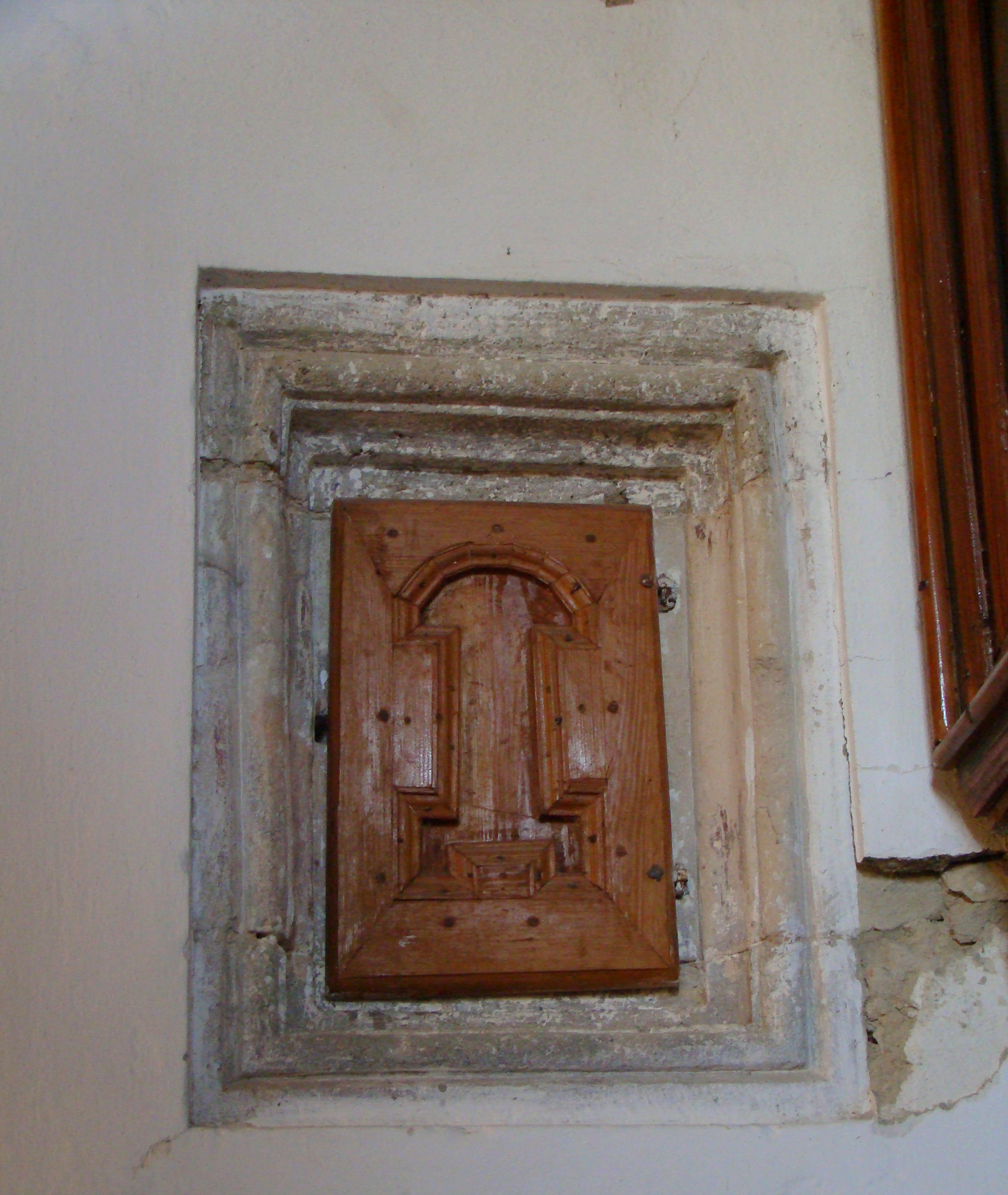
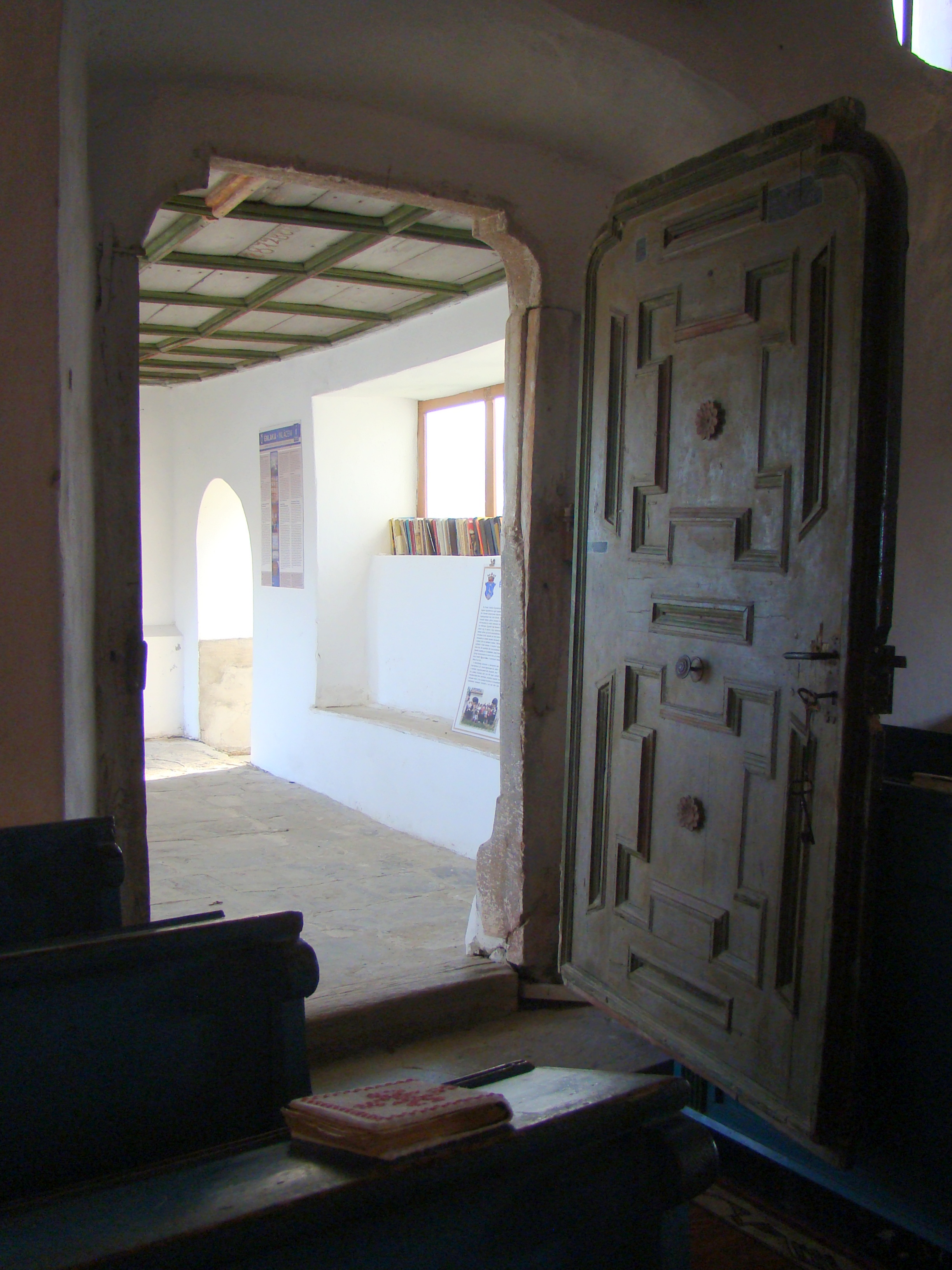